# Corridoio vasariano
Il Corridoio vasariano è un percorso sopraelevato che, a Firenze, collega palazzo Vecchio con palazzo Pitti passando per gli Uffizi e sopra il ponte Vecchio.

## Storia

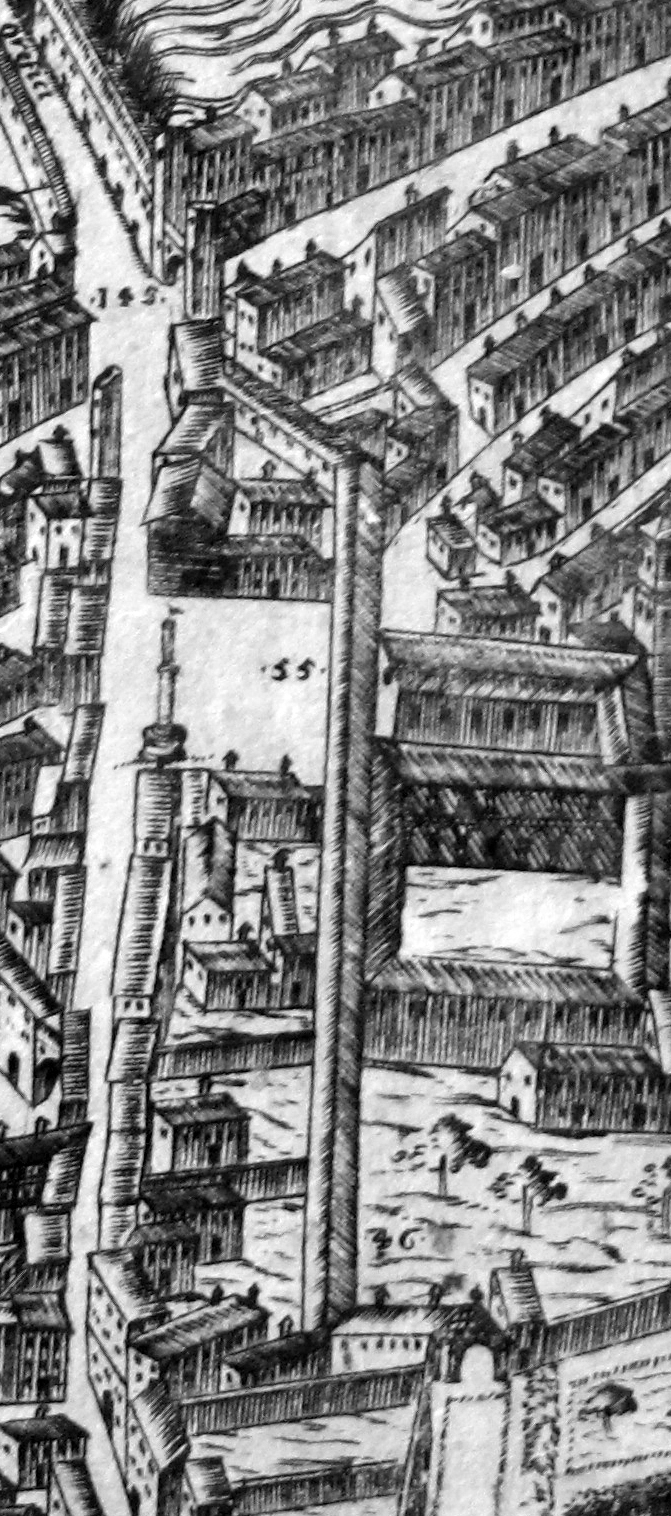
Il corridoio nella pianta del Buonsignori (1594)

### Il cantiere vasariano
Il Corridoio vasariano fu realizzato in soli nove mesi per volere dell'allora duca Cosimo I de' Medici nel 1565 su progetto dell'architetto Giorgio Vasari, che già aveva iniziato il cantiere del palazzo degli Uffizi. L'opera fu commissionata in concomitanza del matrimonio tra il figlio del granduca, Francesco, e l'arciduchessa d'Austria Giovanna d'Austria.
L'idea del percorso sopraelevato era nata per dare opportunità ai granduchi di muoversi liberamente e senza pericoli dalla loro residenza al palazzo del governo, visto l'appoggio ancora incerto della popolazione verso il nuovo duca e il nuovo sistema di governo che aveva abolito l'antica Repubblica fiorentina, sebbene gli organi repubblicani fossero ormai solo simbolici da quasi un secolo. Il passaggio rappresentava anche un sistema relativamente più rapido della carrozza, che all'epoca doveva necessariamente passare dal ponte Santa Trinita, essendo impraticabile la zona del Mercato Vecchio che si estendeva in Por Santa Maria e sul ponte Vecchio stesso. Il corridoio fu costruito con estrema celerità: aperto il cantiere il 12 marzo 1565, i lavori si conclusero infatti il 17 dicembre dello stesso anno, con esclusione del montaggio degli infissi che furono messi in opera nel dicembre del 1568. 
Il mercato delle carni e del pesce che si svolgeva su Ponte Vecchio fu trasferito per evitare cattivi odori al passaggio del granduca e al suo posto furono spostate le botteghe degli orafi che ancora oggi occupano il ponte.
Vasari trovò problemi solo nel far passare il corridoio nella torre de' Mannelli all'estremità del Ponte Vecchio, per la strenua opposizione della famiglia proprietaria; per questo dovette girarci intorno tramite un sistema di beccatelli.

### Ripristini ottocenteschi

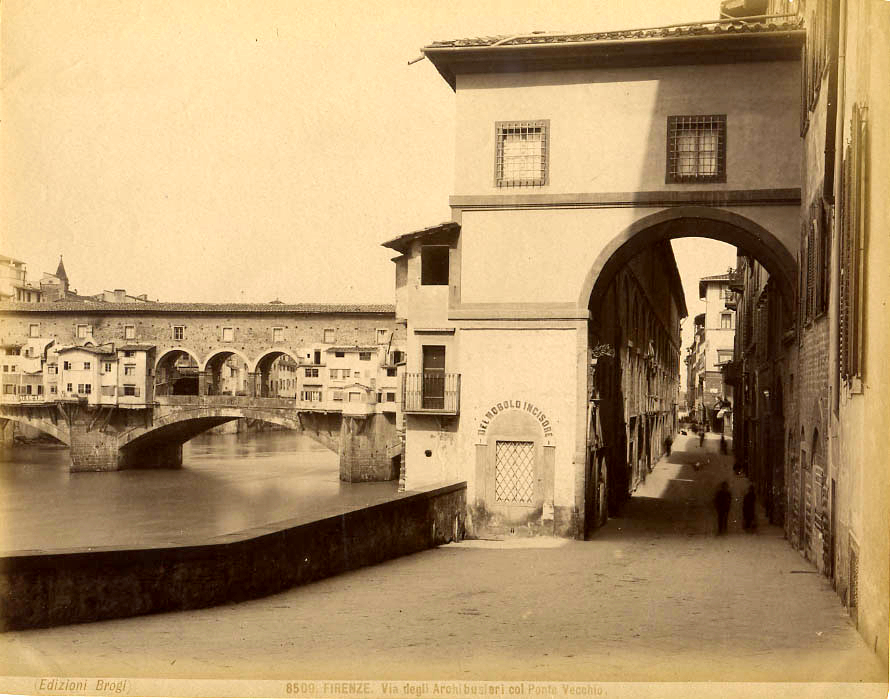
Gli archi del corridoio tamponati verso il 1865

Il loggiato sul lungarno degli Archibusieri era originariamente aperto (come ancora oggi si vede), ma già nel 1572 venne ridotto a botteghe, che poi andarono a svilupparsi su sporti dal lato del fiume, con modalità in tutto simili a quelle che mostrano le botteghe del Ponte Vecchio. Furono proprio questi aggetti che, danneggiati a seguito dell'inondazione del 1864, consigliarono di rafforzare muro e spallette, liberando la loggia dai suoi inquilini.

### Il Novecento

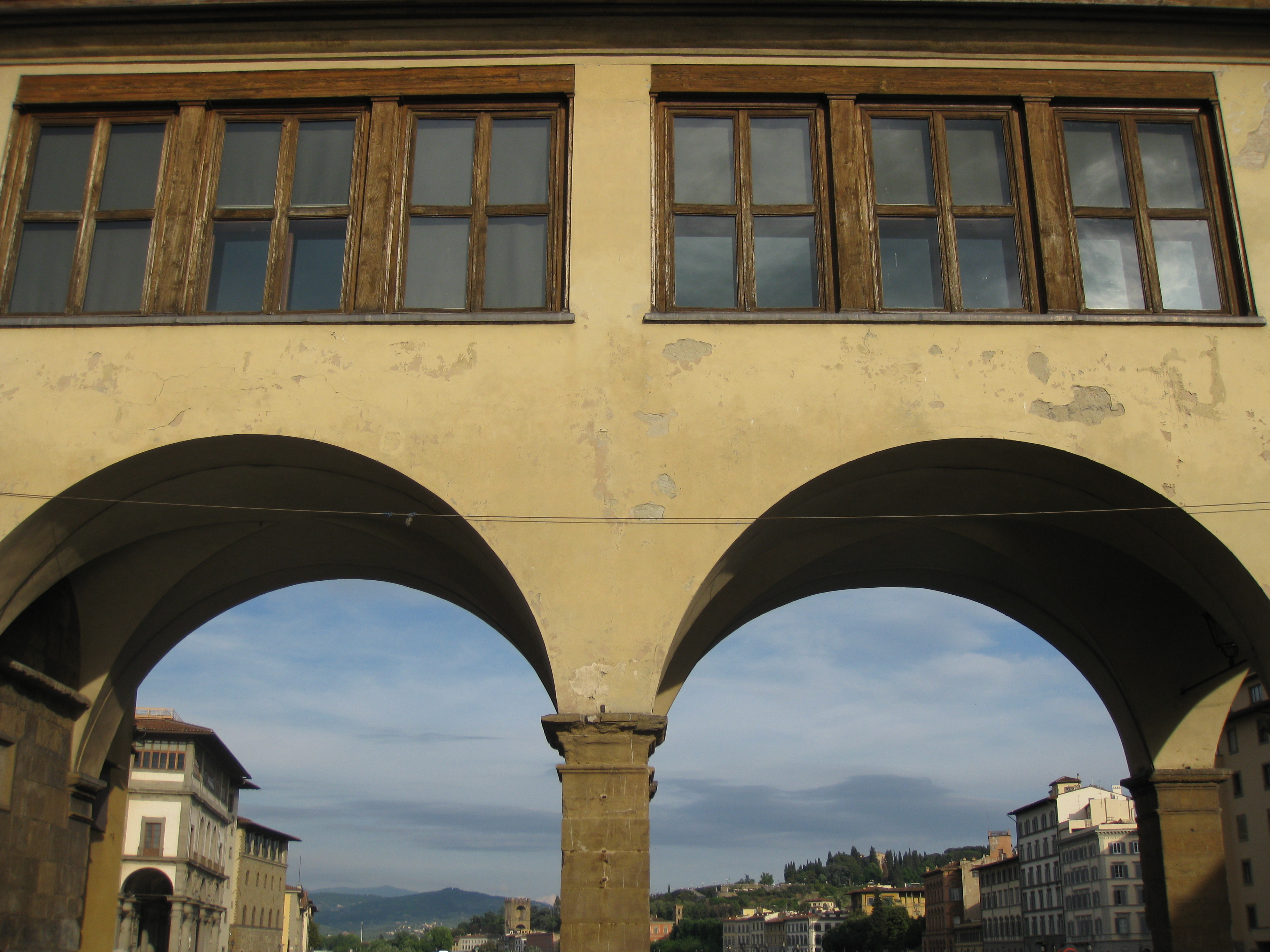
Le tre grandi finestre sulle arcate centrali del Ponte Vecchio: in origine erano un terrazzo provvisorio aperto nel 1860 per il re d'Italia, Vittorio Emanuele II

Secondo una leggenda, nel 1938 Mussolini fece realizzare le tre finestre panoramiche al centro del ponte in occasione della visita ufficiale di Adolf Hitler (maggio di quell'anno) per stringere l'Asse fra Italia e Germania.
Si è arrivato a dire che la vista fu molto gradita al Führer ed ai gerarchi nazisti che poterono goderne, tanto che forse fu la possibile ragione che salvò il ponte, a differenza di tutti gli altri ponti cittadini, dalla distruzione dalle mine poste dall'esercito tedesco in ritirata nell'agosto del 1944 (i tedeschi erano accampati nella parte nord dell'Arno e volevano impedire contatti con la sponda sud, già liberata dagli Alleati: alcuni partigiani fiorentini riuscirono però a stabilire un collegamento stendendo un filo elettrico che univa due telefoni portatili).Tuttavia, le tre grandi finestre sulle arcate centrali del Ponte Vecchio non sono delle vere finestre, ma l'accesso parzialmente tamponato a un terrazzo provvisorio, aperto nel 1860 (primo anno di Firenze Capitale) per permettere al re d’Italia Vittorio Emanuele II di vedere i fuochi di San Giovanni sull’Arno. Qualche anno dopo, le due finestre laterali furono chiuse, lo si vede bene dalle fotografie dell'epoca, rinvenibili all'Archivio Centrale dello Stato: solo quella centrale venne lasciata aperta. Durante la visita di Hitler a Firenze, nel 1938, la situazione era esattamente questa, come dimostrano anche i filmati dell'Istituto Luce: nel 1938, i fascisti si limitarono a dare l'intonaco. Le finestre laterali furono riaperte solo nel Dopoguerra, seguendo la traccia ottocentesca. Una lapide apposta sul ponte nel 2007 attribuisce la decisione di salvare il ponte al console tedesco a Firenze Gerhard Wolf; ma secondo alcune testimonianze raccolte, fu un eroico fiorentino, conosciuto col nome di Burgasso, a tagliare i fili degli ordigni, sabotando il piano esplosivo dei nazisti. Tuttavia questa versione non spiegherebbe perché furono pesantemente minate le vie d'accesso al ponte, cosa che non successe altrove. Come immortalato in un episodio del film Paisà di Roberto Rossellini, il passaggio sul Corridoio Vasariano, sul finire della Seconda guerra mondiale, era l'unico punto di attraversamento nord-sud della città.
Il resto del corridoio però fu gravemente danneggiato dalle bombe e fu restaurato, in parte ricostruito ex-novo (come la porzione che scavalca via de' Bardi) e restituito alla città nell'aprile del 1973, dopo ventisette anni dalla fine della guerra, causa un cantiere certo complesso ma tuttavia difficile da giustificare per quanto riguarda i tempi (se confrontato ai soli nove mesi che nel Cinquecento consentirono la realizzazione dell'intera opera). Per esempio il cavalcavia di via de' Bardi fu ricostruito sotto la direzione dalla Soprintendenza ai Monumenti e vide la chiusura del cantiere nel 1950: per consentire l'ampliamento della sede stradale si era deciso tuttavia di ampliare la luce dell'arco di quattro metri rispetto alla dimensione originaria. L'impiego nell'opera di malta cementizia a presa rapida comportò l'apparire in breve tempo di crepe che necessitarono di un intervento di consolidamento attuato nel 1971 con la direzione dell'architetto Nello Bemporad.
Attualmente il corridoio dipende dalla Galleria degli Uffizi, che è competente anche per la collezione di autoritratti e per le importanti raccolte di dipinti dei Seicento e Settecento che vi sono state esposte.

### Ultimi restauri
Seppure aperto solo a visite guidate di piccoli gruppi, il corridoio è stato visitabile fino al 2016, conservando la vasta collezione di autoritratti che nel suo genere è la più ricca al mondo. In quell'anno si è deciso di avviare un completo restauro del passaggio, nell'ottica di renderlo in futuro maggiormente fruibile. Il direttore degli Uffizi Eike Schmidt ha deciso lo spostamento degli autoritratti nelle nuove sale del primo piano degli Uffizi, dove sono più facilmente controllabili dal personale di custodia, e destinare all'arredo del passaggio una parte delle collezioni di scultura ed epigrafia antica. Rimandata più volte la riapertura (anche per l'insorgere di nuove sfide, come il rinvenimento di ampie porzioni della pavimentazione originaria, e per contingenze generali quali la pandemia di Covid-19), è visitabile al pubblico dal 21 dicembre 2024.

## Descrizione

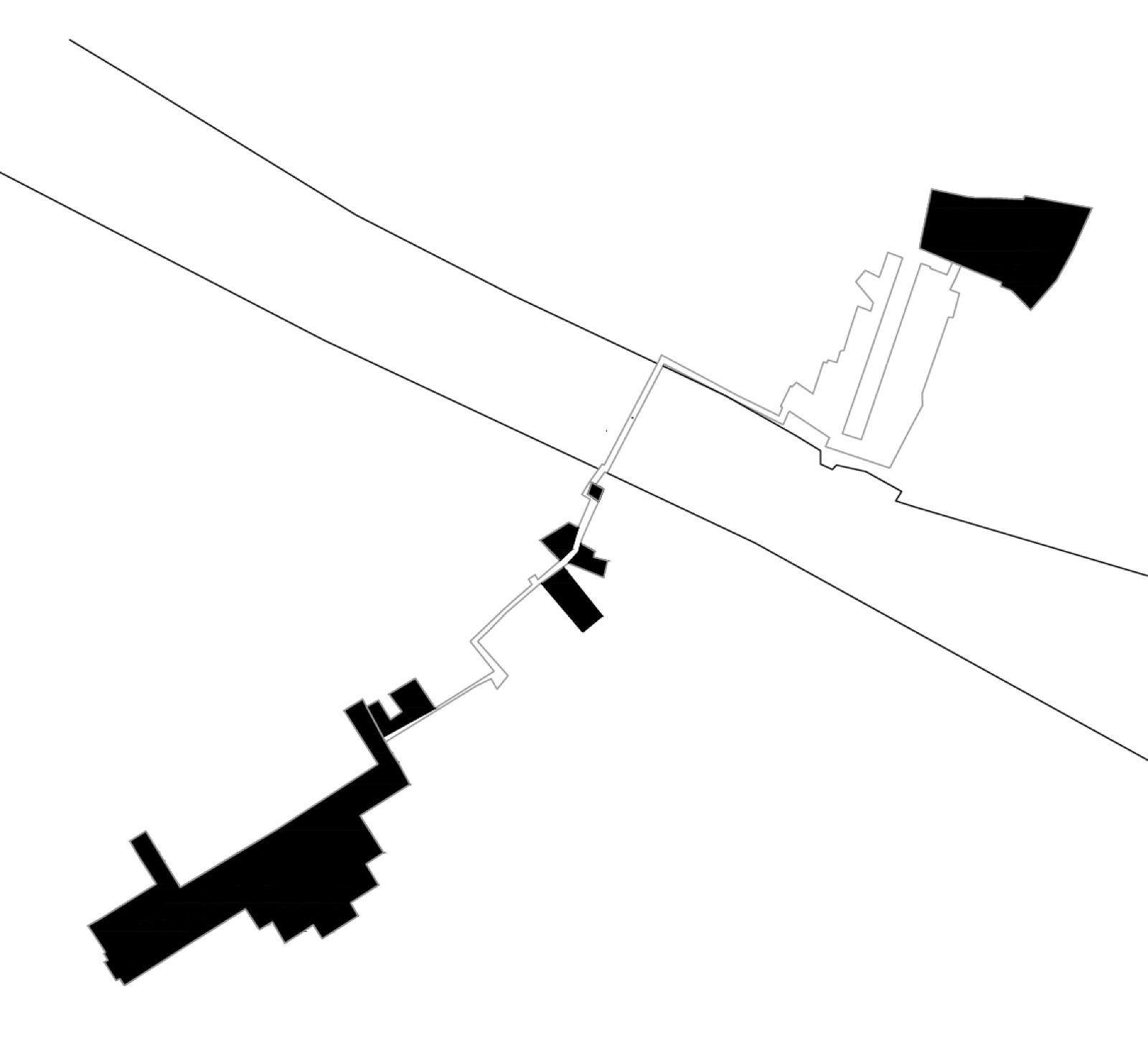
Tracciato del corridoio

Il passaggio dall'inizio in palazzo Vecchio alla fine in palazzo Pitti misura circa 760 metri. La matrice tipologica dell'opera è di derivazione romana ed è da mettere in relazione con i ripetuti soggiorni di Vasari a Roma: l'altezza dei piloni e la serrata concatenazione delle arcate a tutto sesto (nel tratto del lungarno degli Archibusieri) trova in particolare riferimento agli acquedotti antichi, come pure lo trova l'assenza di ordini e la ricercata semplicità, peraltro propria di una architettura decisamente rivolta all'utile e al funzionale, oltre che confacente alla tradizione fiorentina. "A questa volontaria semplificazione linguistica corrisponde una obbligata povertà dei materiali: i risalti delle fasce orizzontali e verticali sono realizzati in comune laterizio, con le mezzane montate a piccoli aggetti progressivi: la pietra è riservata alle cornici delle finestre, tonde come oculi verso la città, rettangolari verso il fiume. I materiali sono tutti di reimpiego o reperiti nella piana fiorentina, in un ridotto raggio dal capoluogo, dove vige il feudale sistema delle 'comandate', cioè prestazioni d'opera obbligate. I laterizi, mezzane rotte e arrotate, mezzane campigiane e pianelle, vengono dalle fornaci di Campi, Sesto e Lastra a Signa; i ciottoli, largamente usati nell'apparecchio murario che si innalza sulle botteghe del ponte Vecchio, sono estratti dall'Arno; la pietra serena delle finestre da Fiesole; le pietre e le colonne della loggia del Pesce, costruita lungo il fiume appena sei anni prima e demolita per far posto al Corridoio, sono reimpiegate nel nuovo edificio".

### Percorso
Il corridoio ha origine negli appartamenti di Eleonora di Toledo, vicino alla cappella del Bronzino, al secondo piano di palazzo Vecchio; supera con un cavalcavia via della Ninna, passa sopra il tetto della chiesa di San Pier Scheraggio e si immette all'ultimo piano della galleria degli Uffizi; il passaggio prosegue internamente al museo, nelle gallerie che originariamente erano un loggiato aperto; giunto nel corridoio di ponente una scalinata scende fino al livello del cavalcavia sul lungarno degli Archibusieri. Corre quindi lungo l'Arno, sostenuto da un porticato ad archi su robusti pilastri in muratura. Sul piano della strada le diverse campate del portico sono messe in comunicazione tra loro per mezzo di archetti, tanto da costituire una galleria.
Sulla cantonata che guarda al Ponte Vecchio c'è uno scudo con l'arme ducale medicea di Cosimo I col collare del Toson d'Oro, riproduzione moderna dell'originario distrutto dalle mine della guerra e dalle intemperie.
Il corridoio prosegue attraversando l'Arno sopra le botteghe del Ponte Vecchio, con al centro del ponte una serie di grandi finestre panoramiche sull'Arno in direzione del Ponte Santa Trinita.
Il corridoio poi scarta la torre dei Mannelli con un aggetto su beccatelli, scavalca con un arco via de' Bardi e passa sopra il loggiato della facciata di Santa Felicita e con un balcone, protetto dagli sguardi da una pesante cancellata, si affaccia direttamente dentro la chiesa, per far sì che i componenti della famiglia granducale potessero assistere alla messa senza scendere tra il popolo. Lungo via Guicciardini il camminamento passa dietro ai palazzi e lungo l'orto dei Guicciardini, approda nel Giardino di Boboli presso la Grotta del Buontalenti ed infine entra in palazzo Pitti in corrispondenza dell'attuale rondò di Bacco.

## Galleria d'immagini

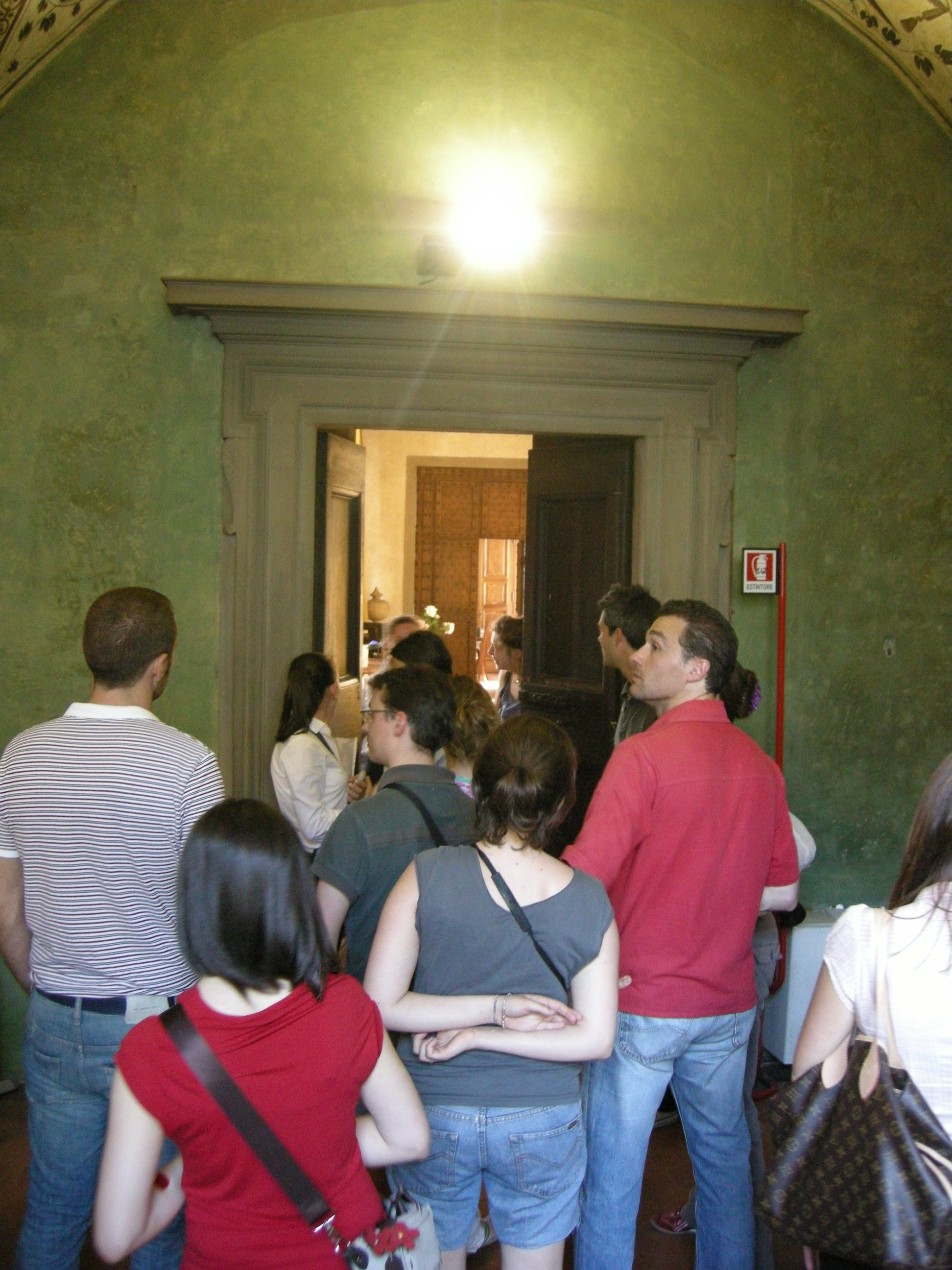
Inizia da Palazzo Vecchio...
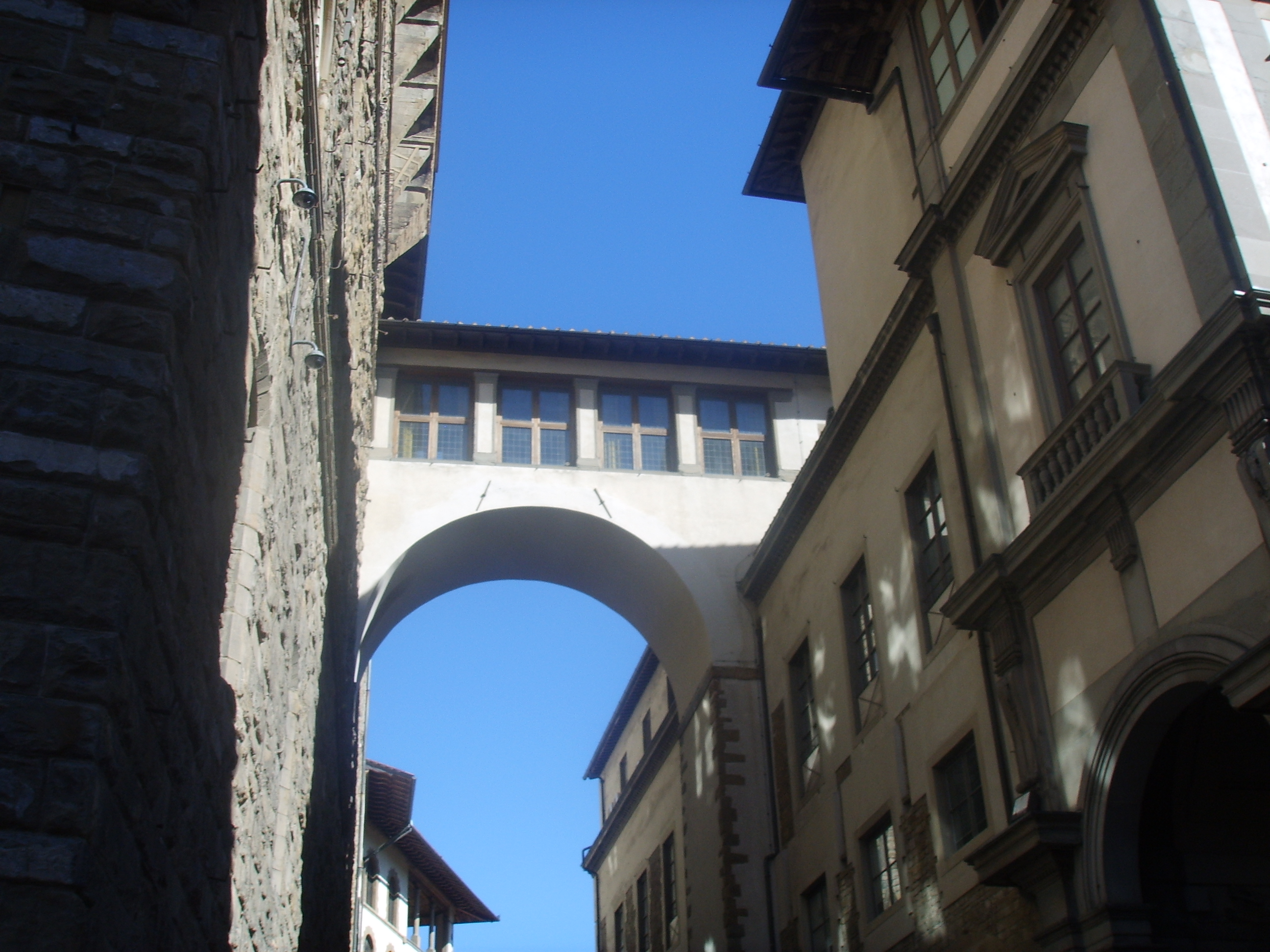
...supera via della Ninna ed entra negli Uffizi...
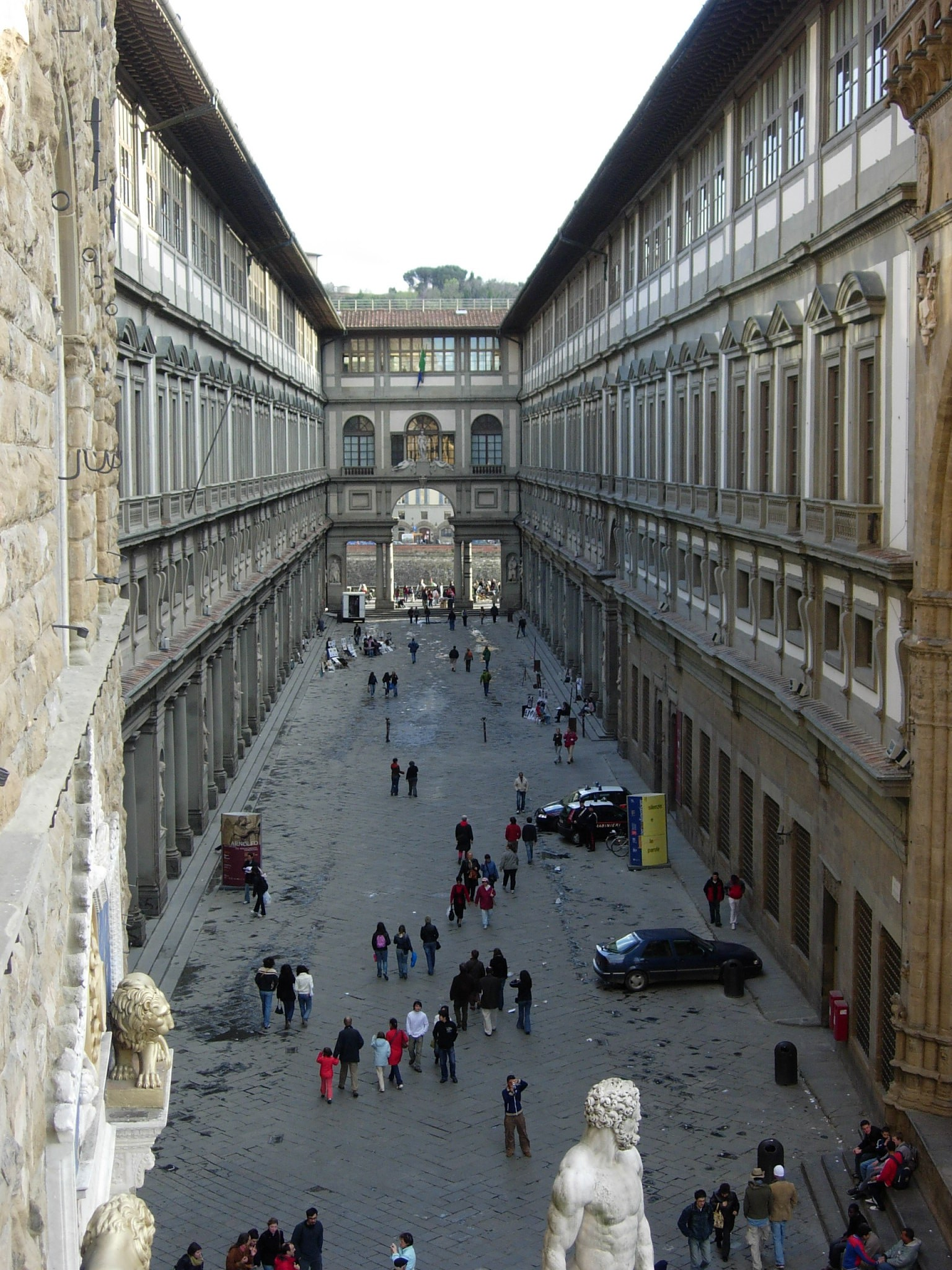
...percorre le gallerie all'ultimo piano...
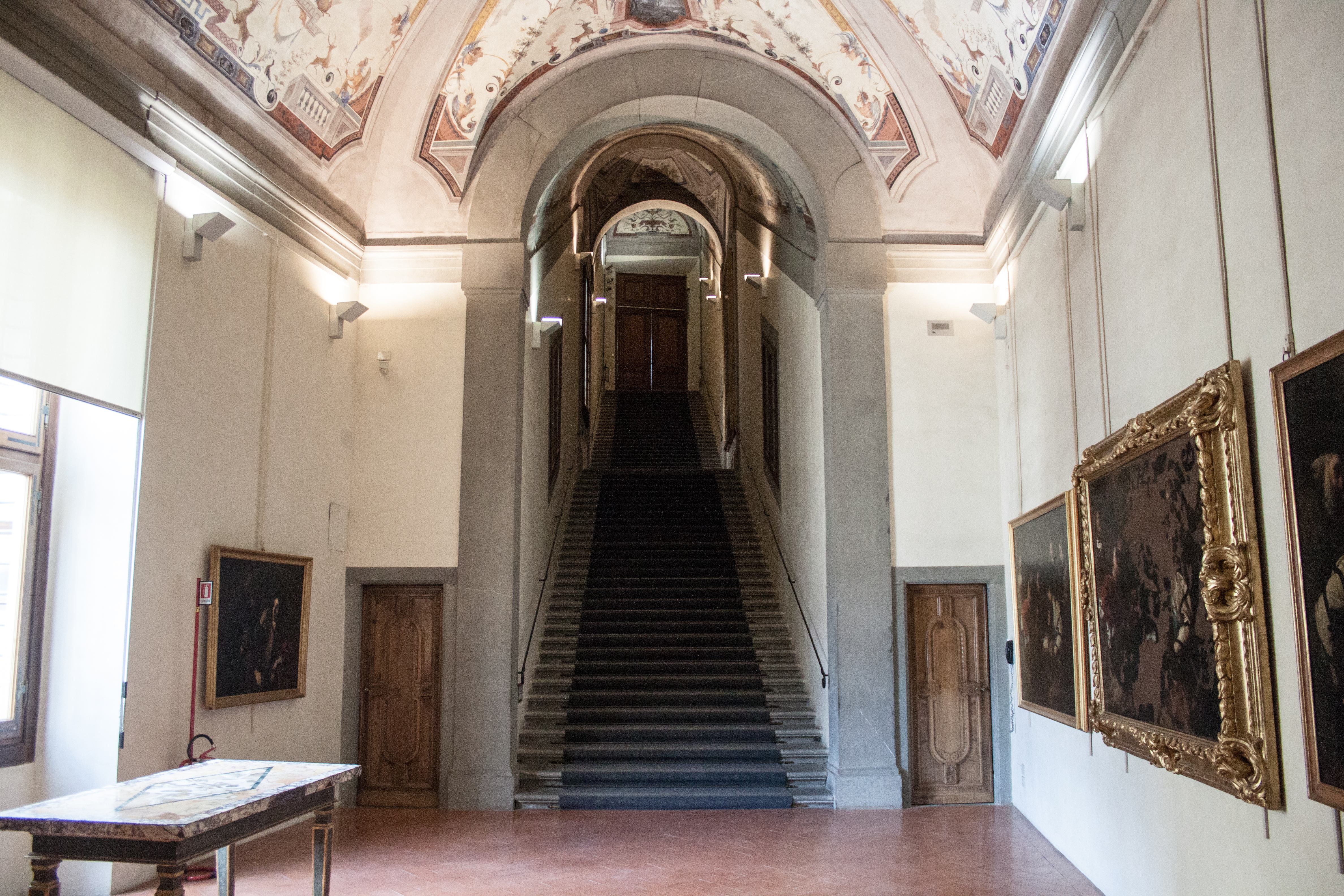
...scende con una scalinata...
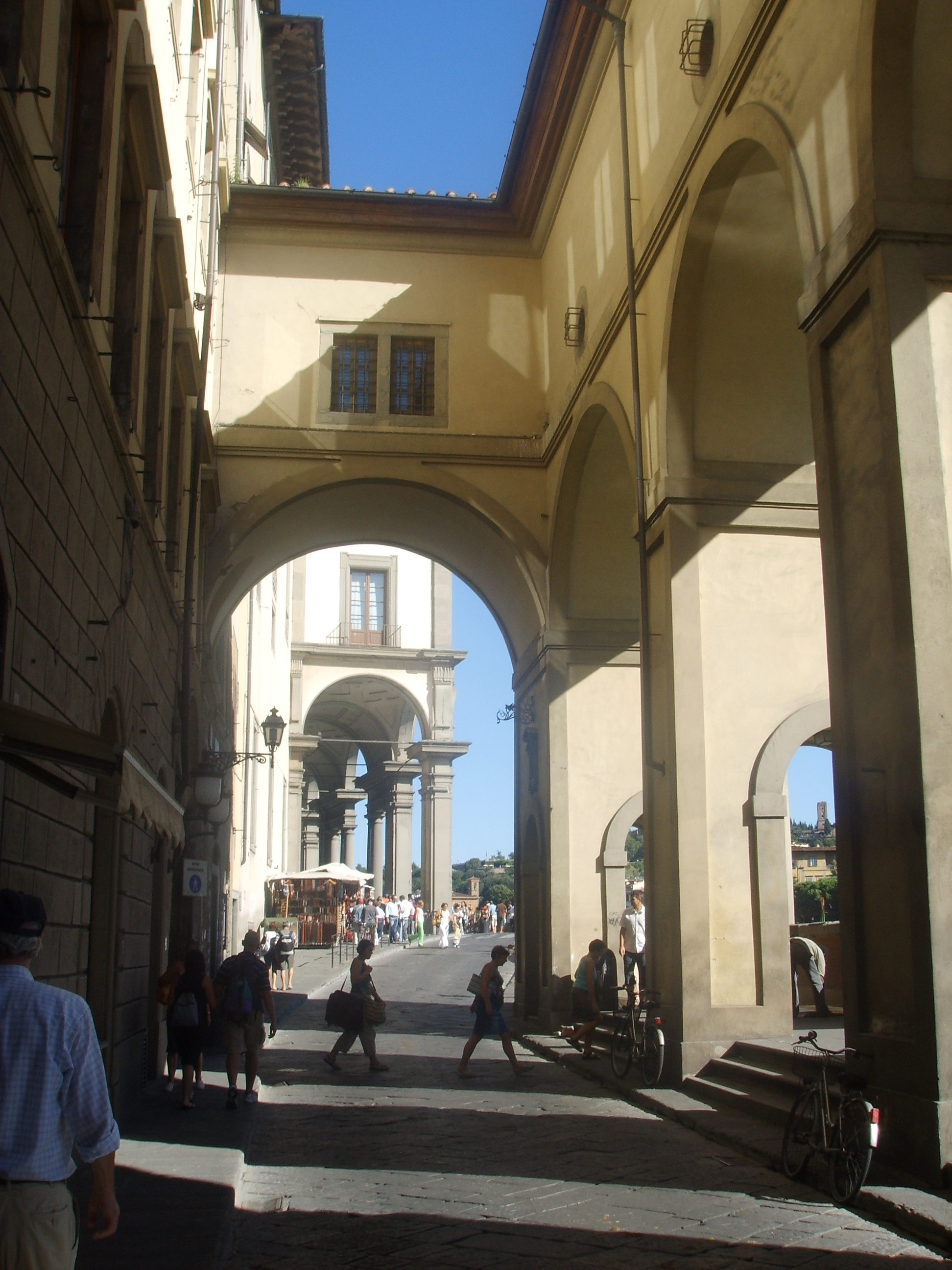
...sbuca dagli edifici con un arco...
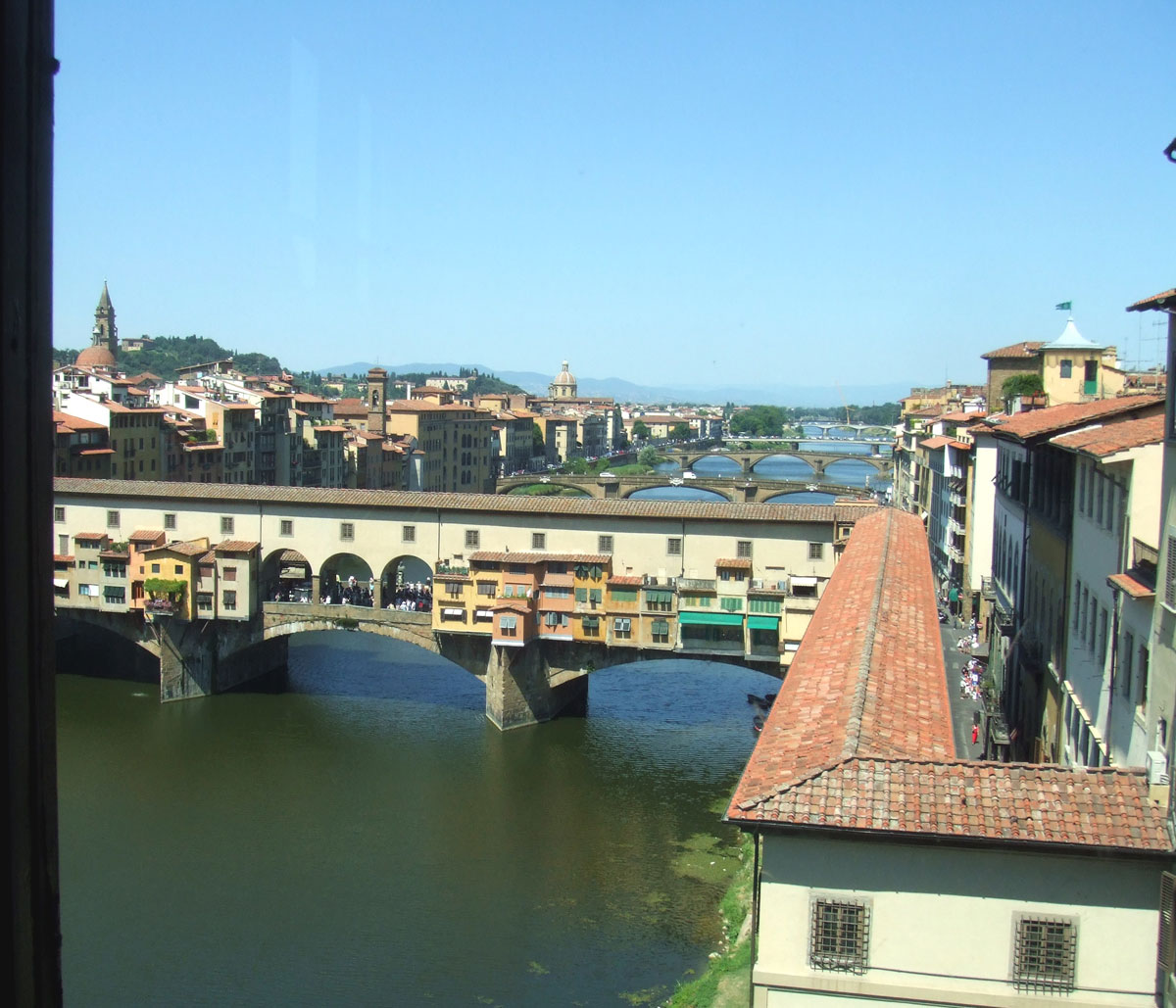
...dagli Uffizi...
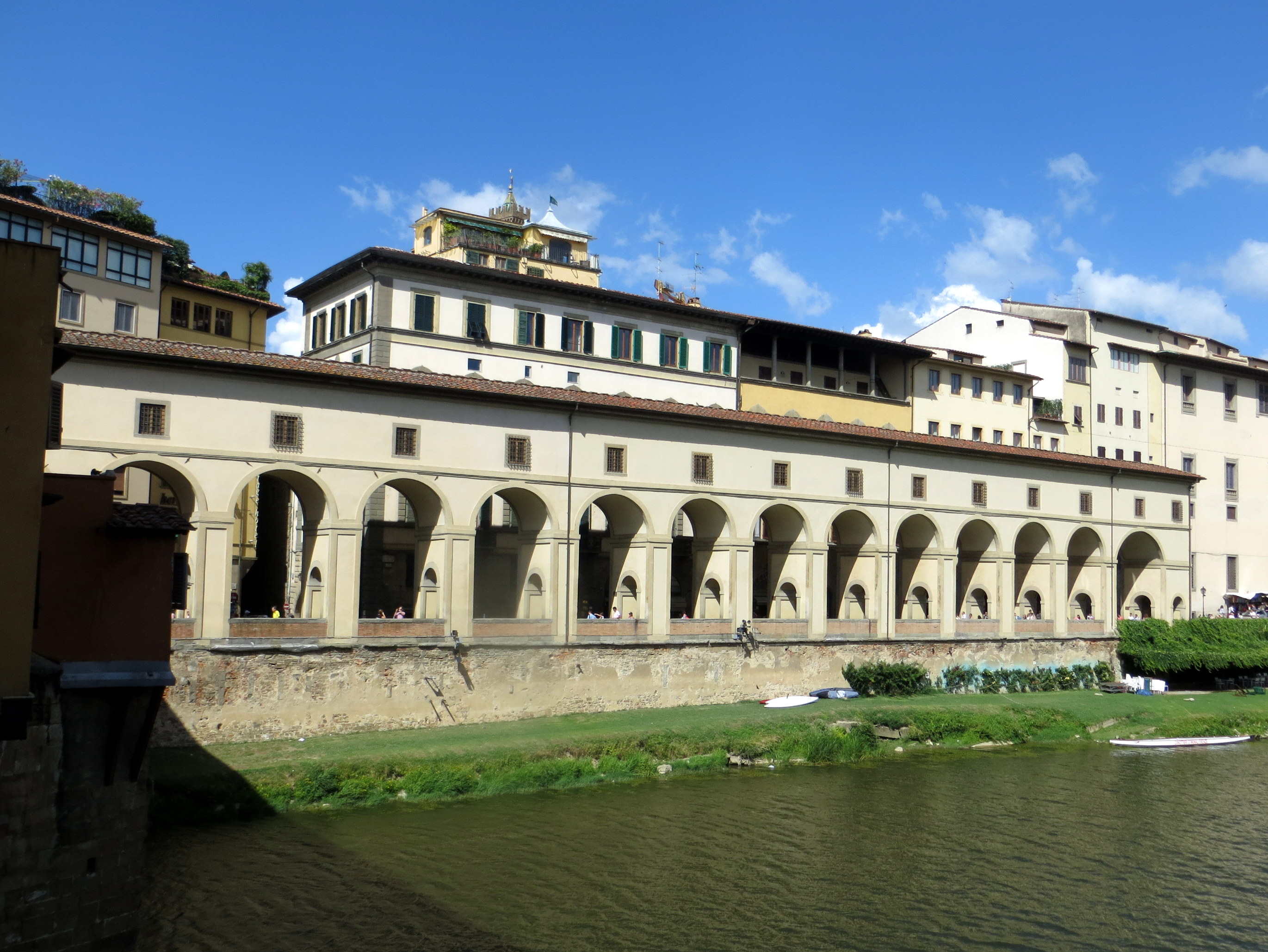
...percorre il Lungarno degli Archibusieri...
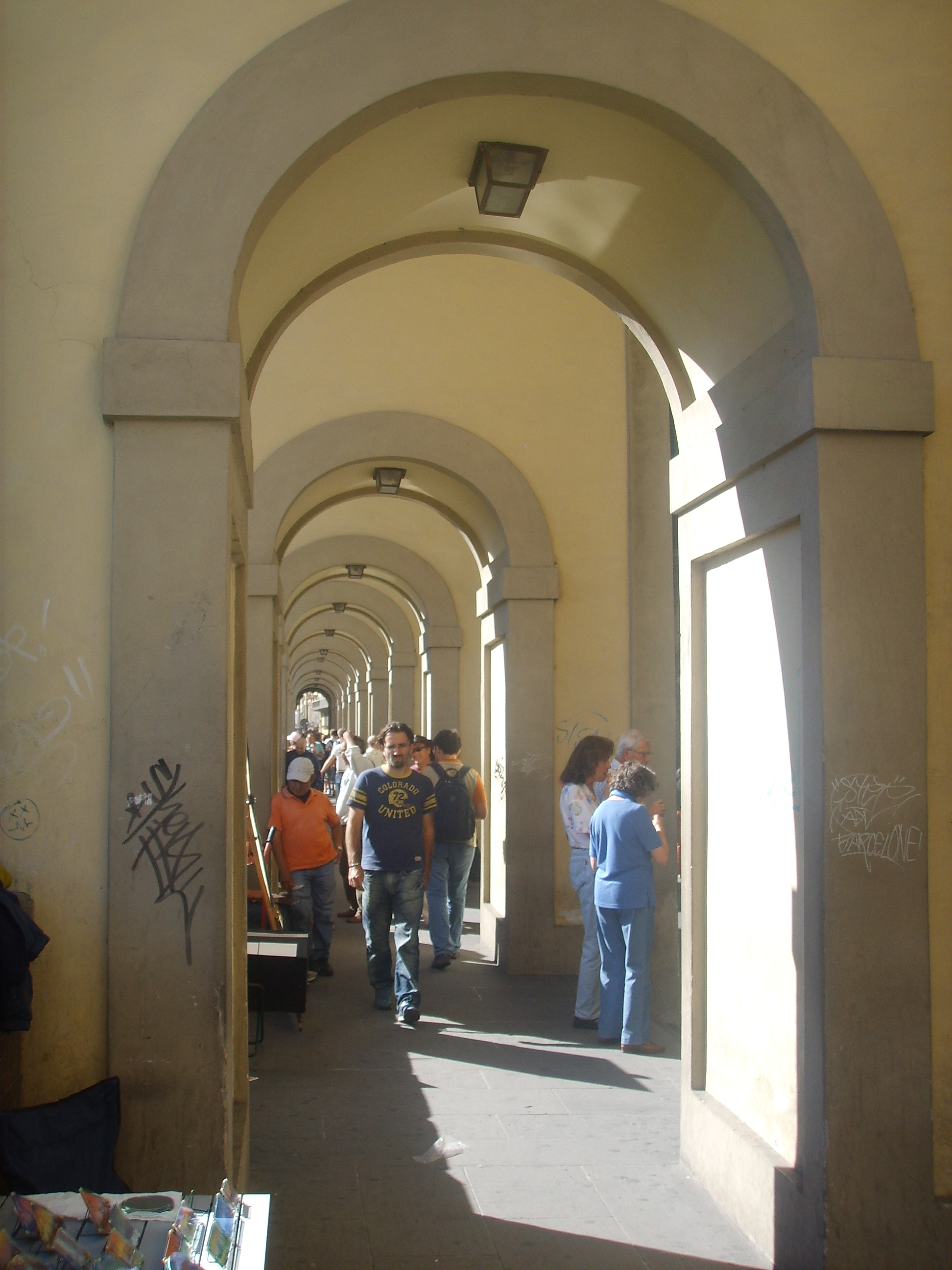
...creando un passaggio coperto...
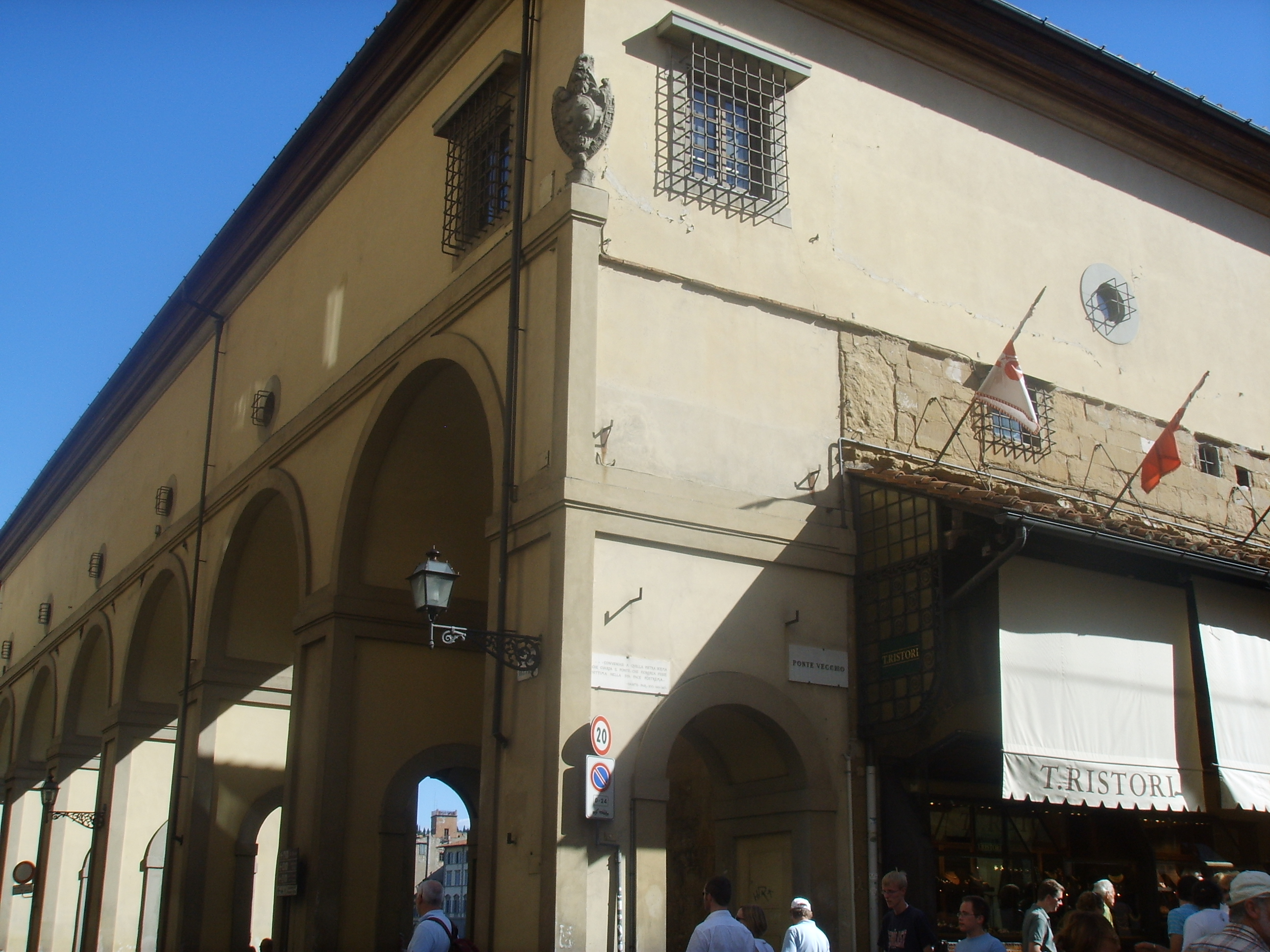
...curva...
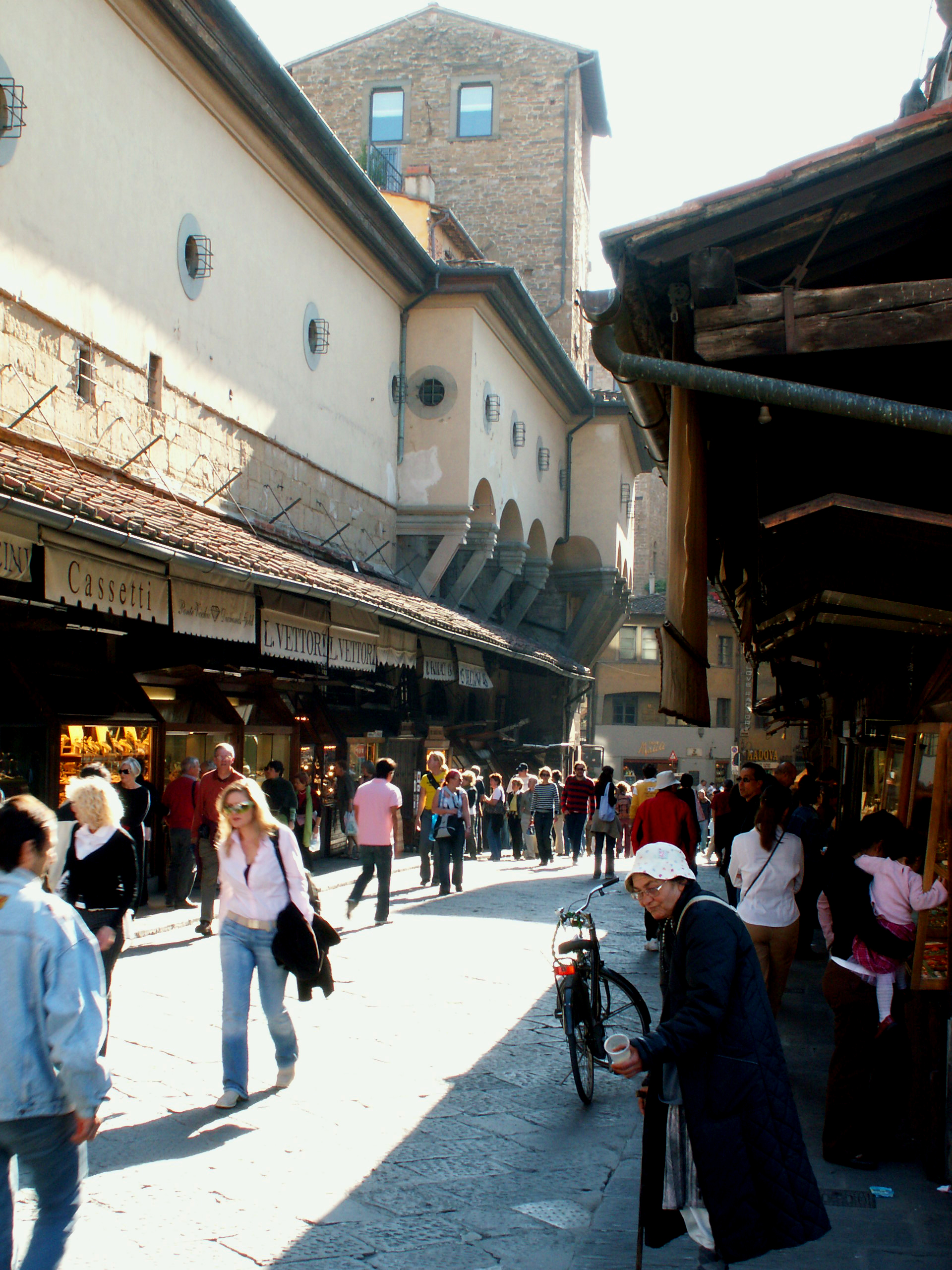
...sul Ponte Vecchio...
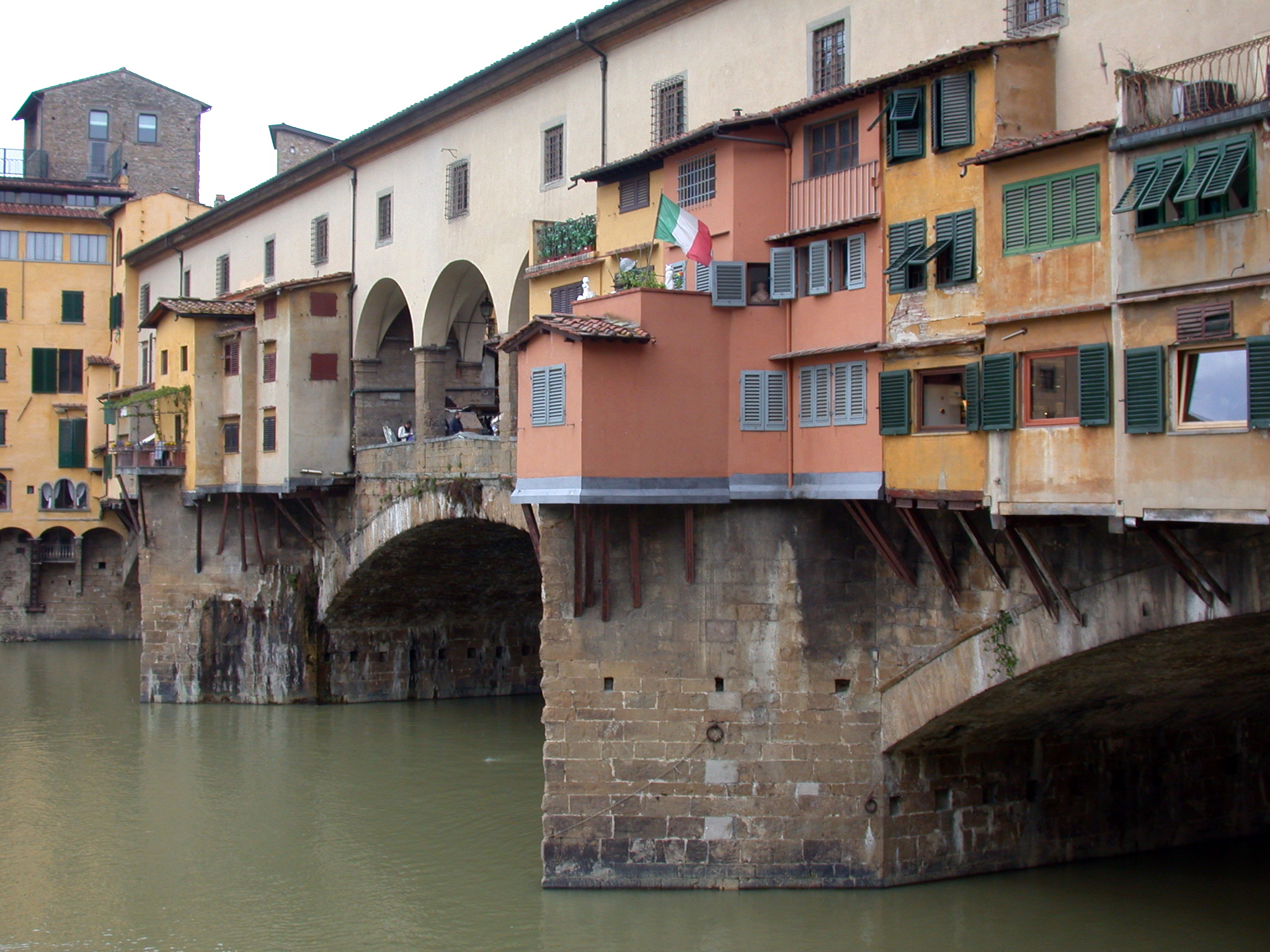
...attraversa l'Arno dal ponte...
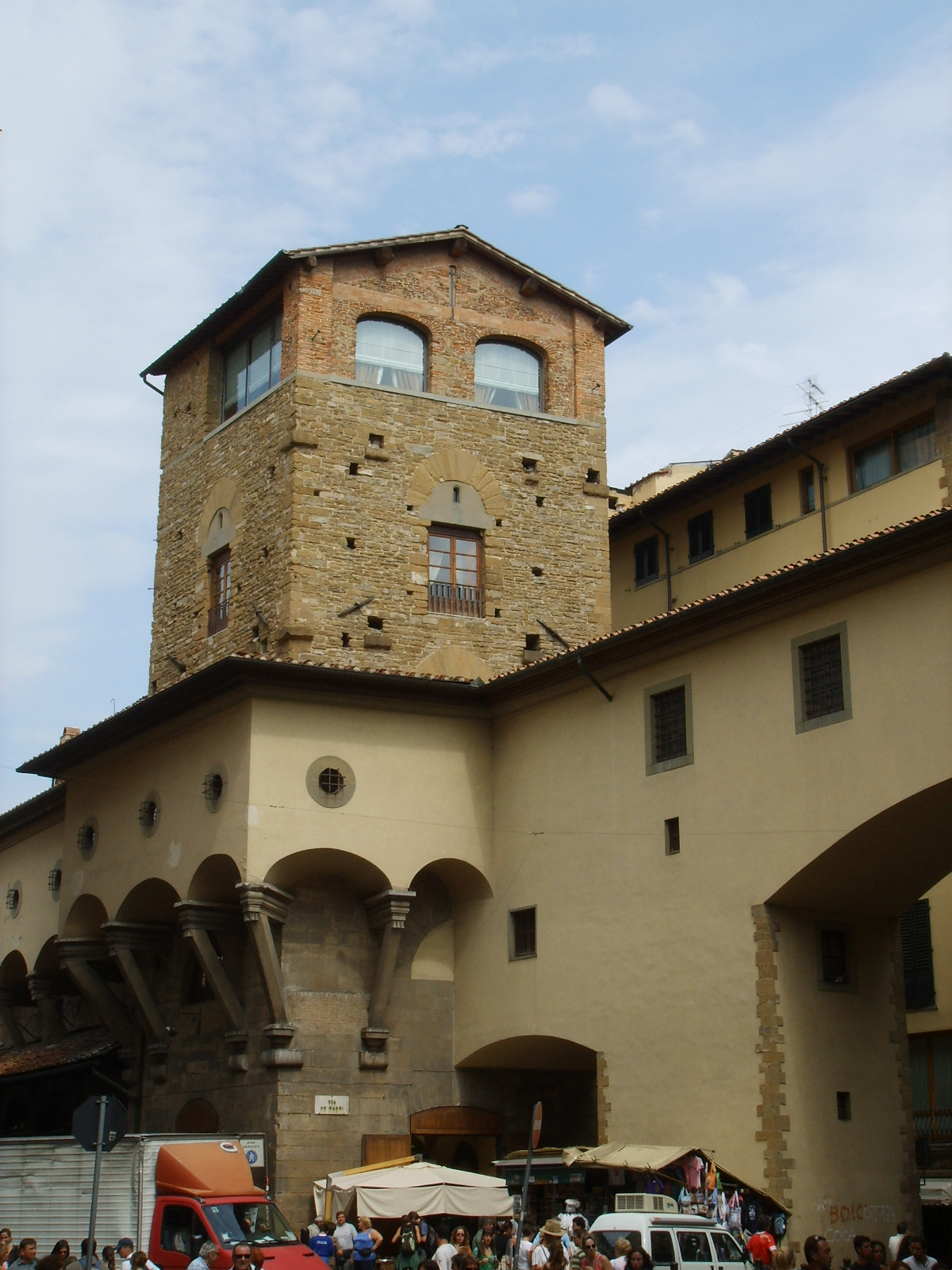
...gira attorno alla torre dei Mannelli...
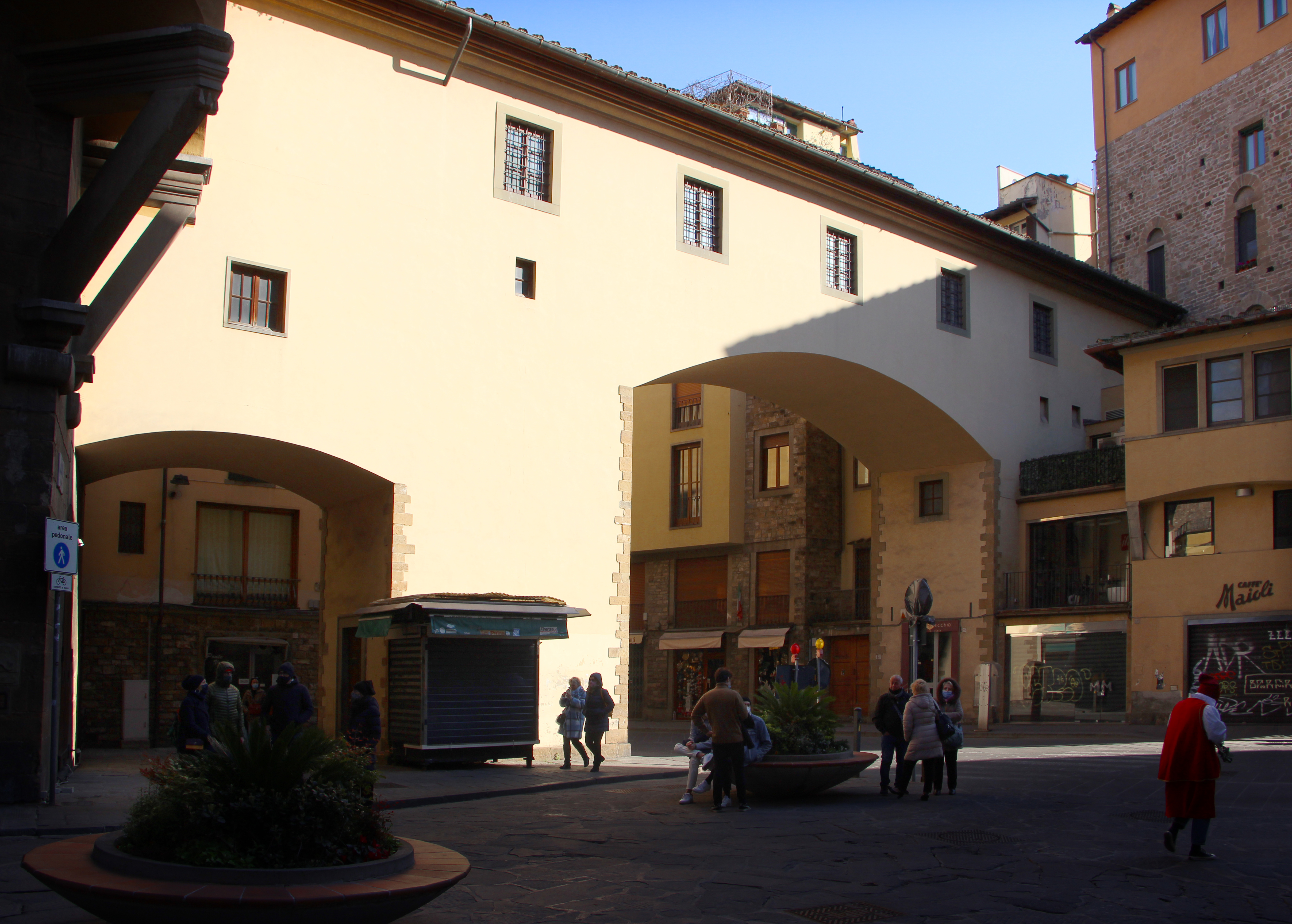
...passa sopra a via de' Bardi...
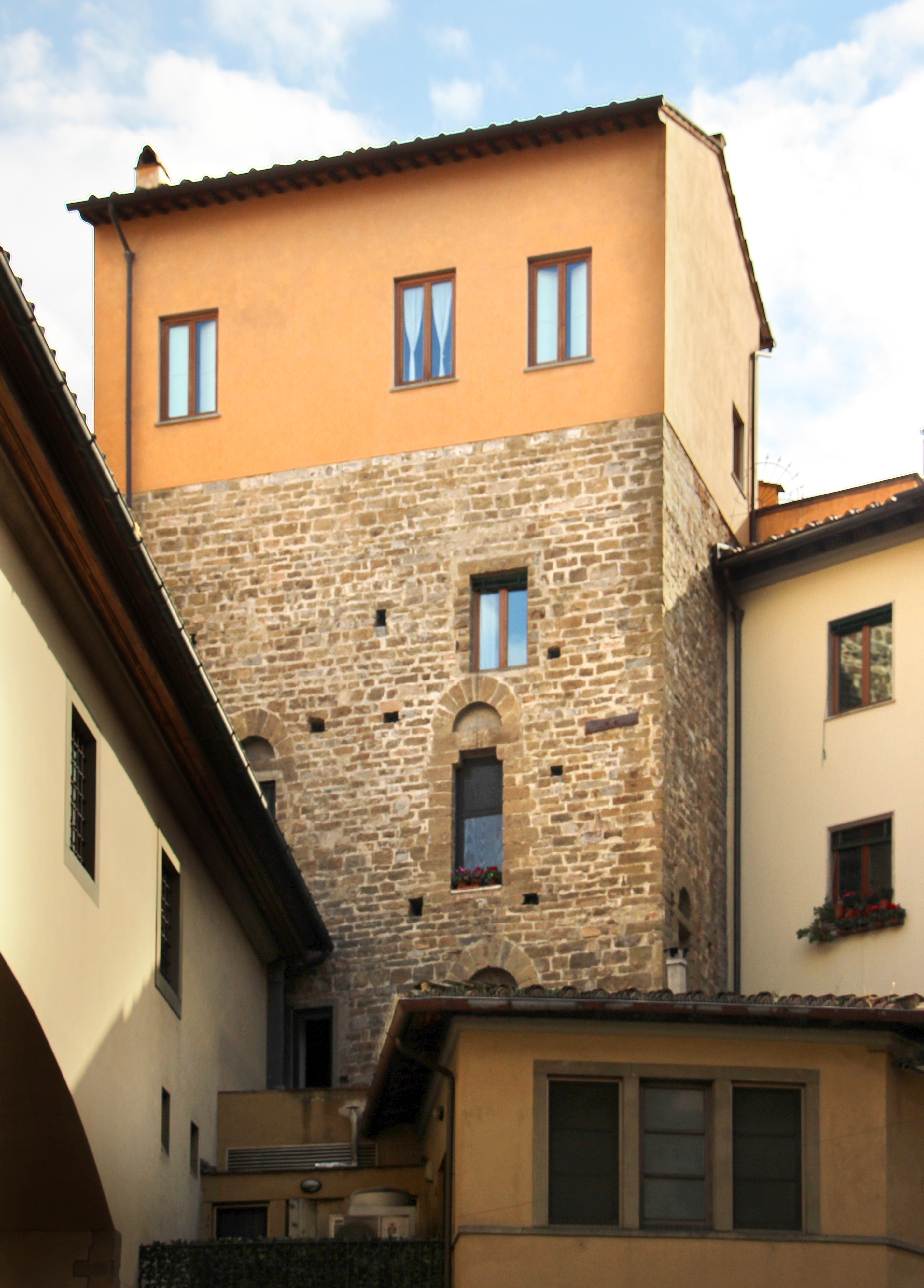
...entra nella torre dei Rossi d'Oltrarno...
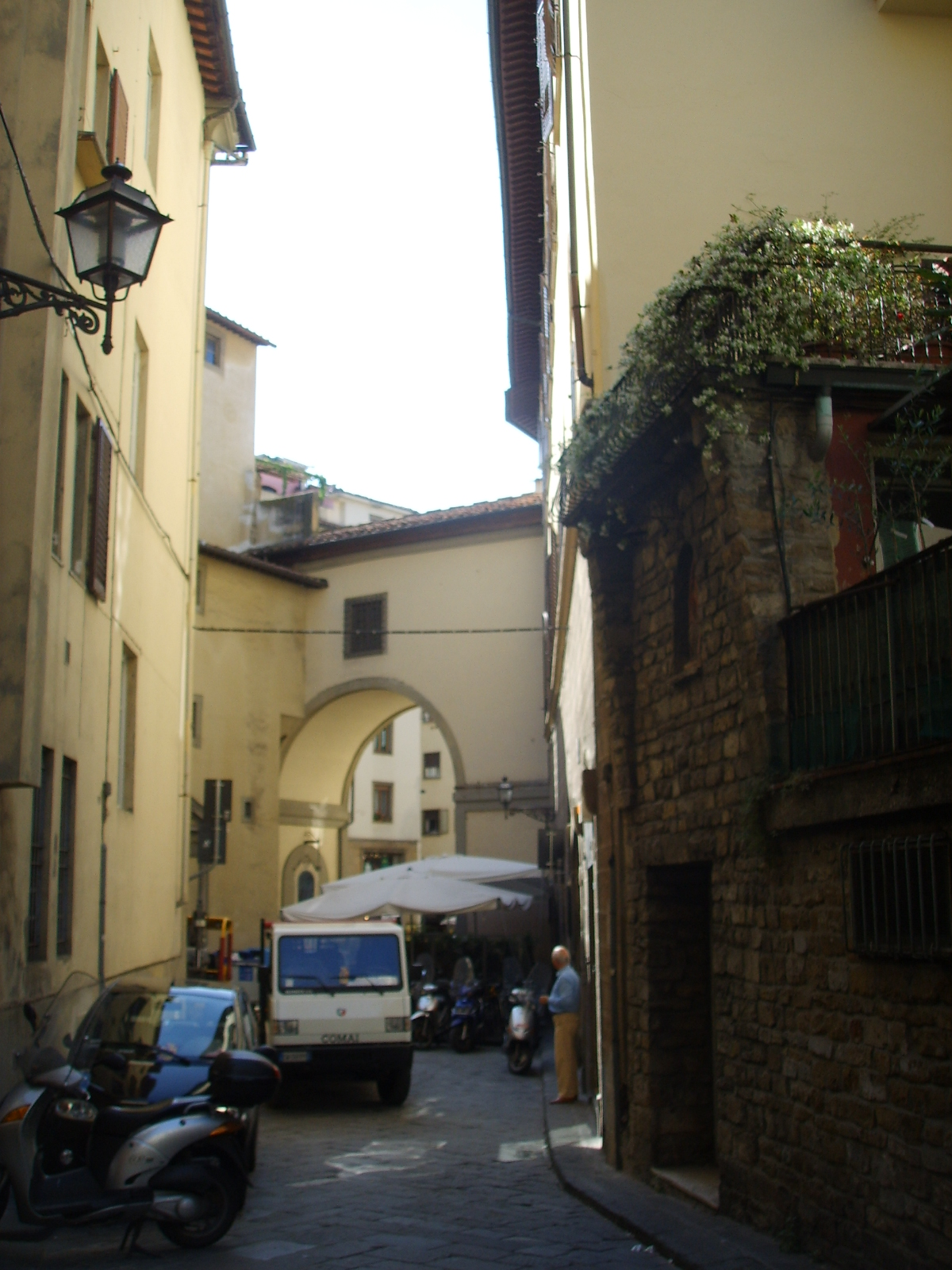
...sbuca in piazza Santa Felicita...
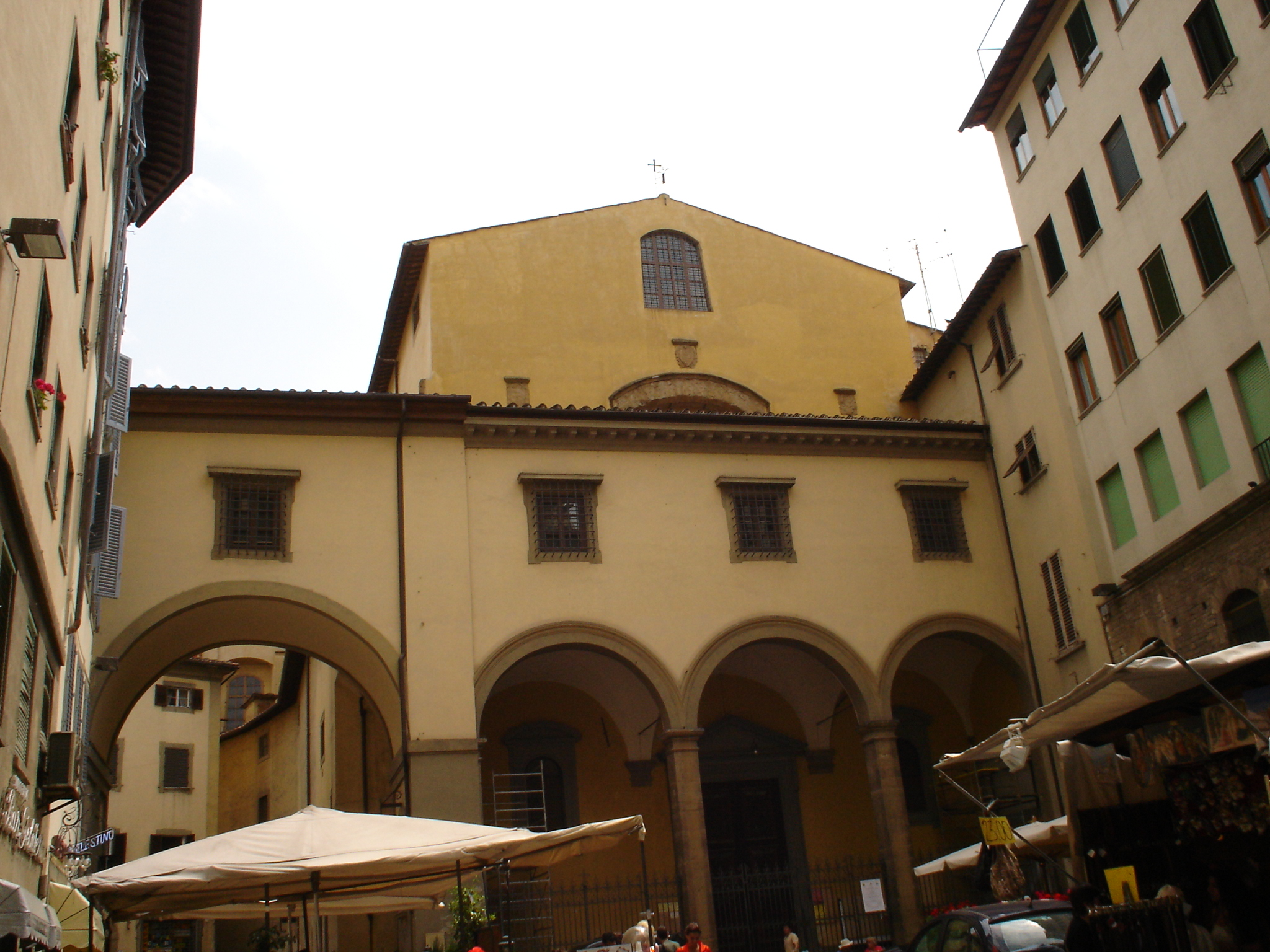
...passa davanti alla chiesa di Santa Felicita...
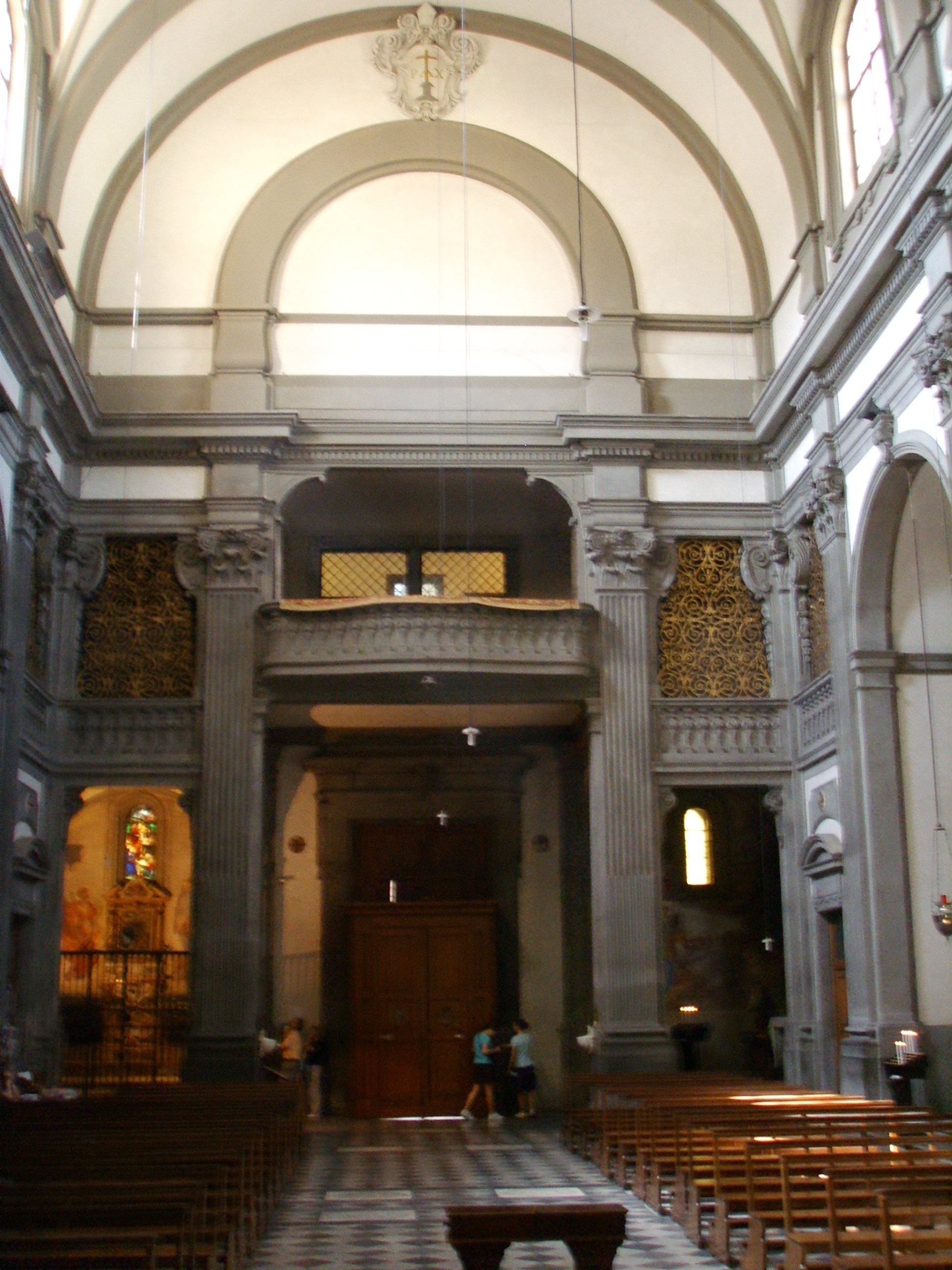
...nella quale si immette con un balcone con grate chiudibili...
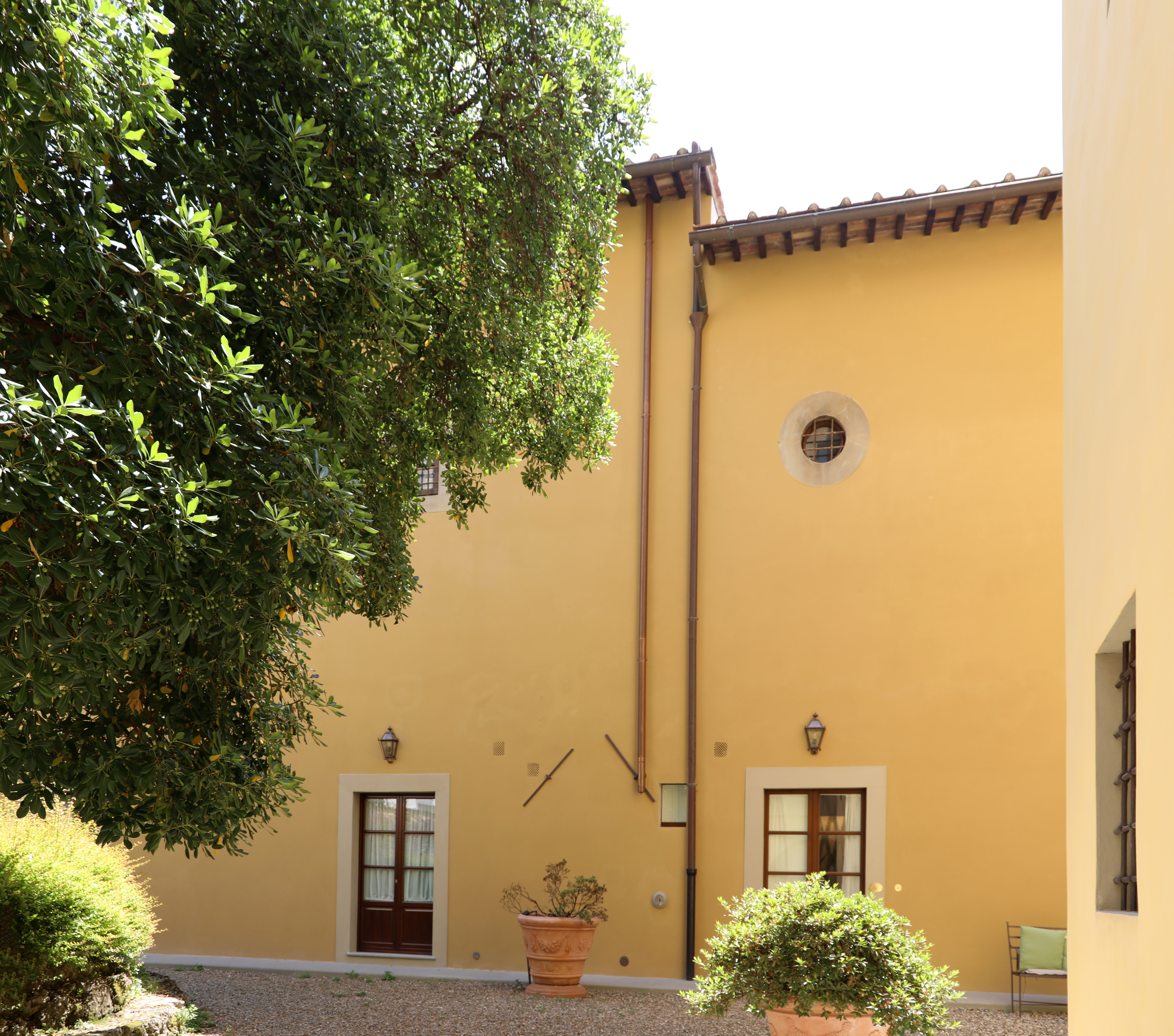
...attraversa il retro dei palazzi nobiliari di via Guicciardini...
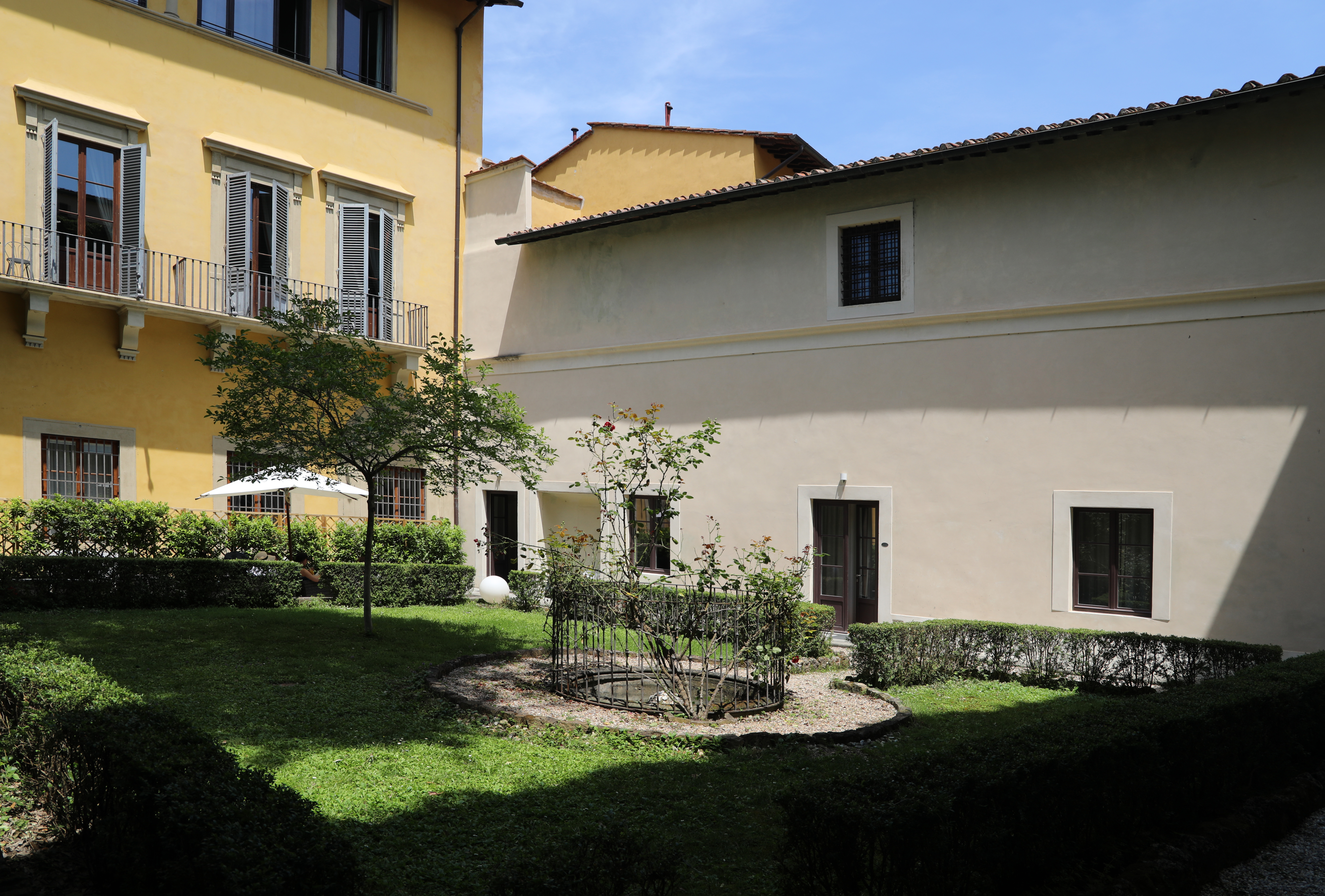
...come palazzo Dragomanni...
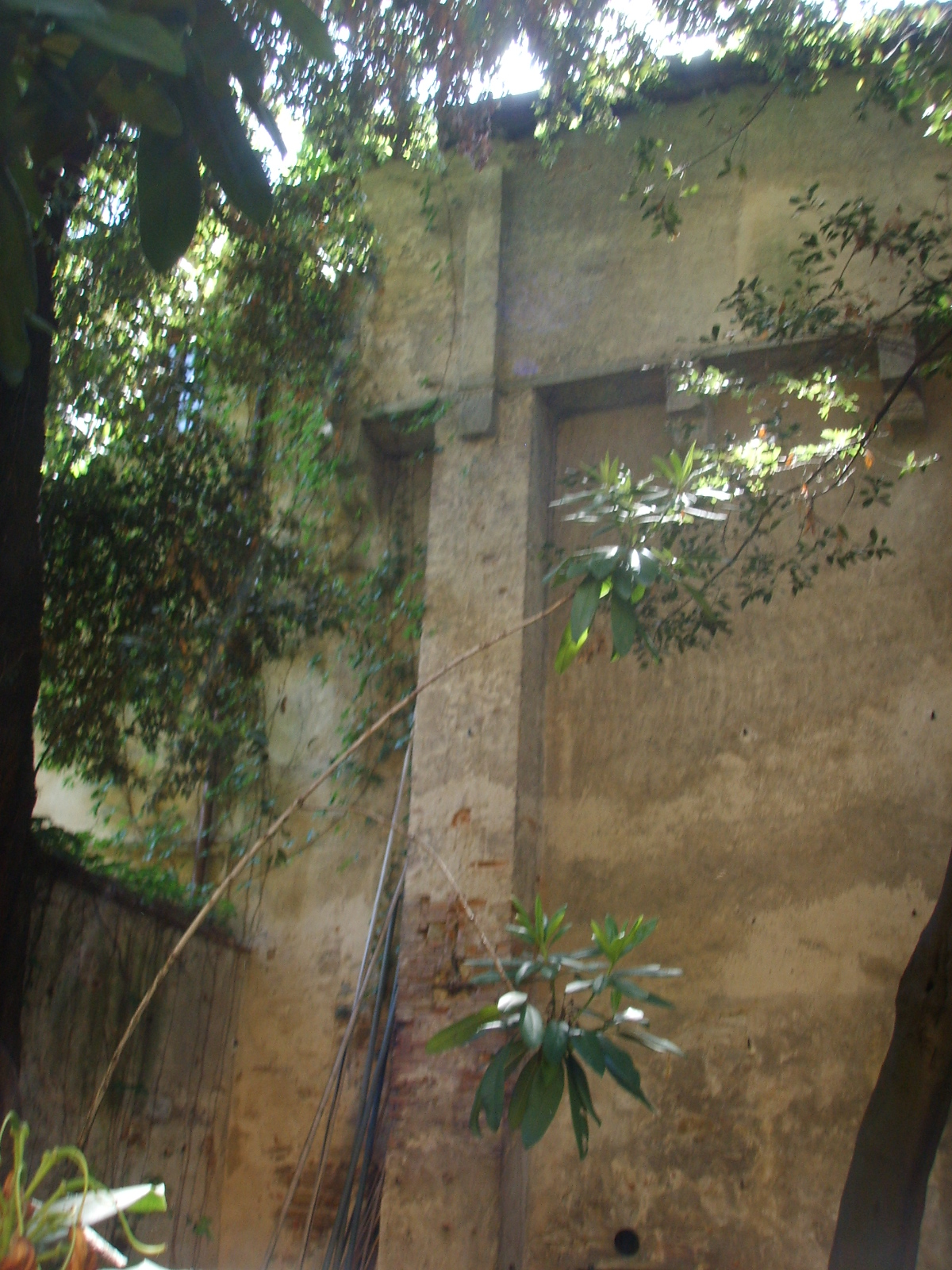
...palazzo Guicciardini...
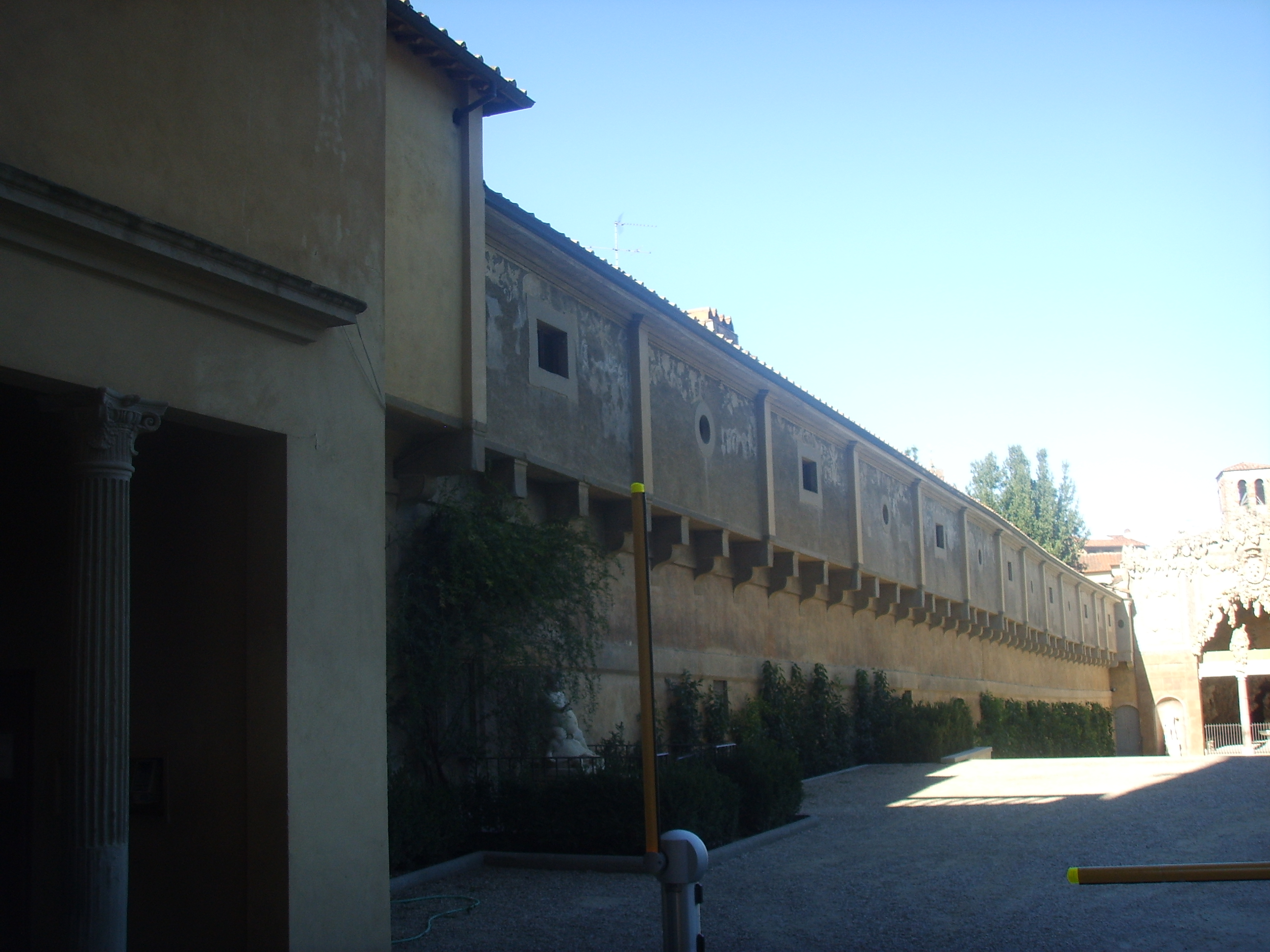
...fino a Boboli...
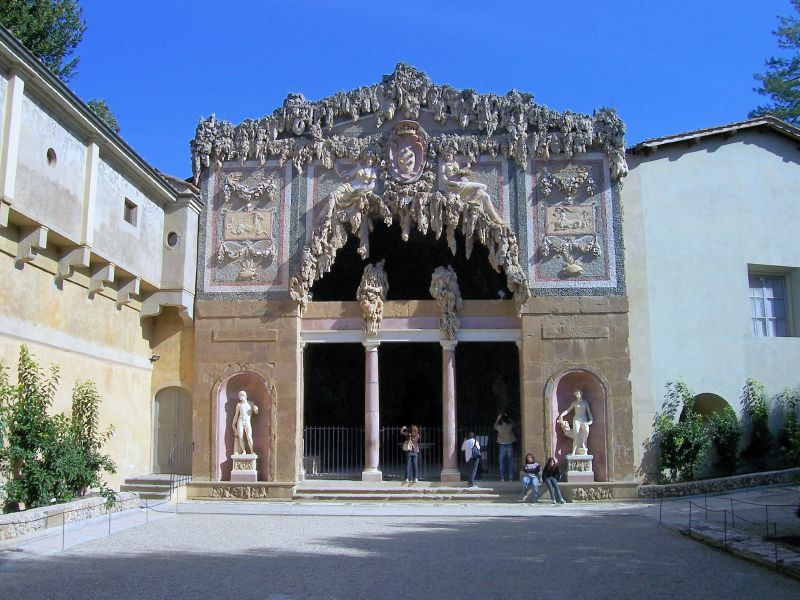
...passa a sinistra della grotta del Buontalenti...
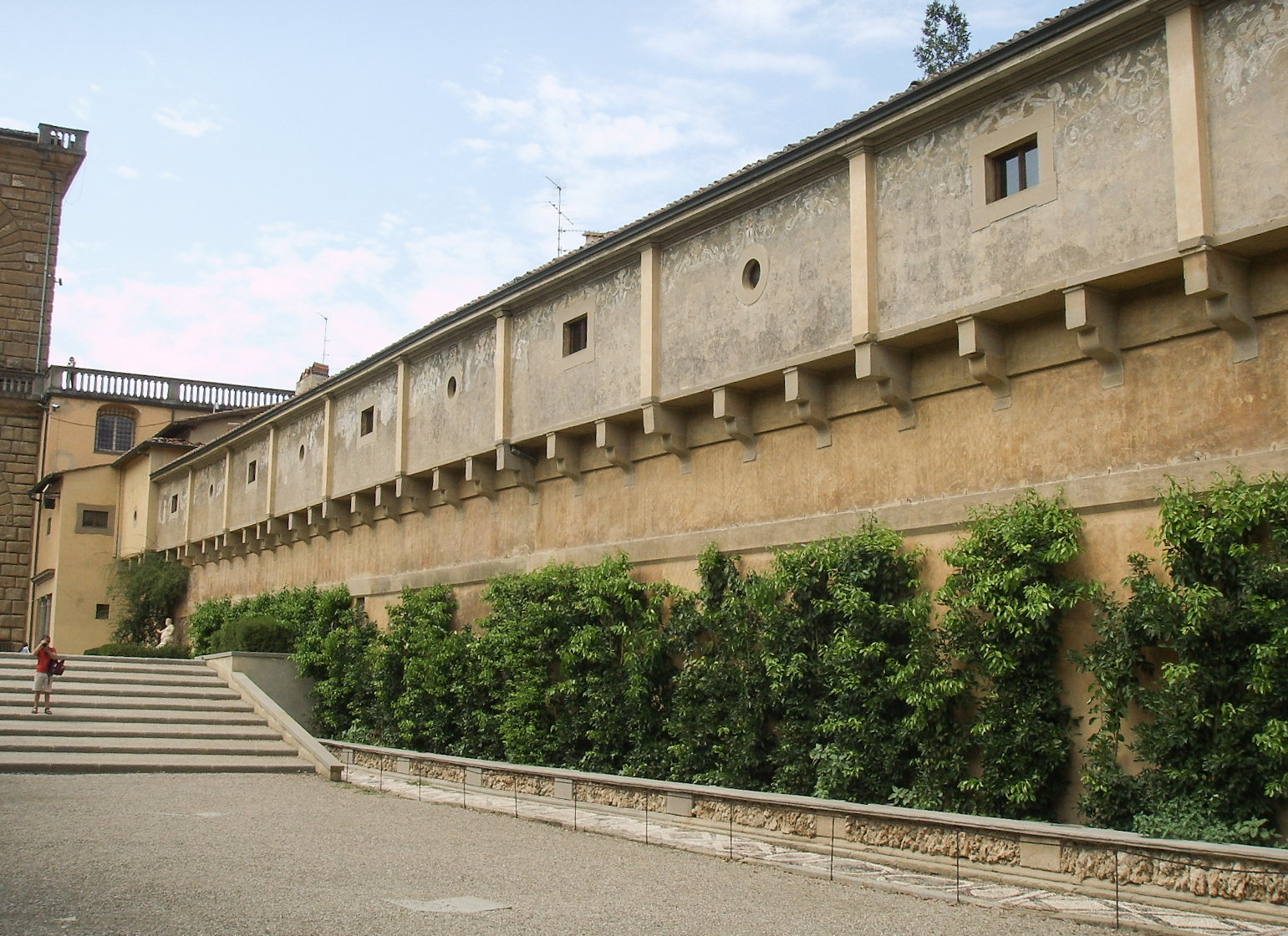
...arriva a palazzo Pitti.

## Note

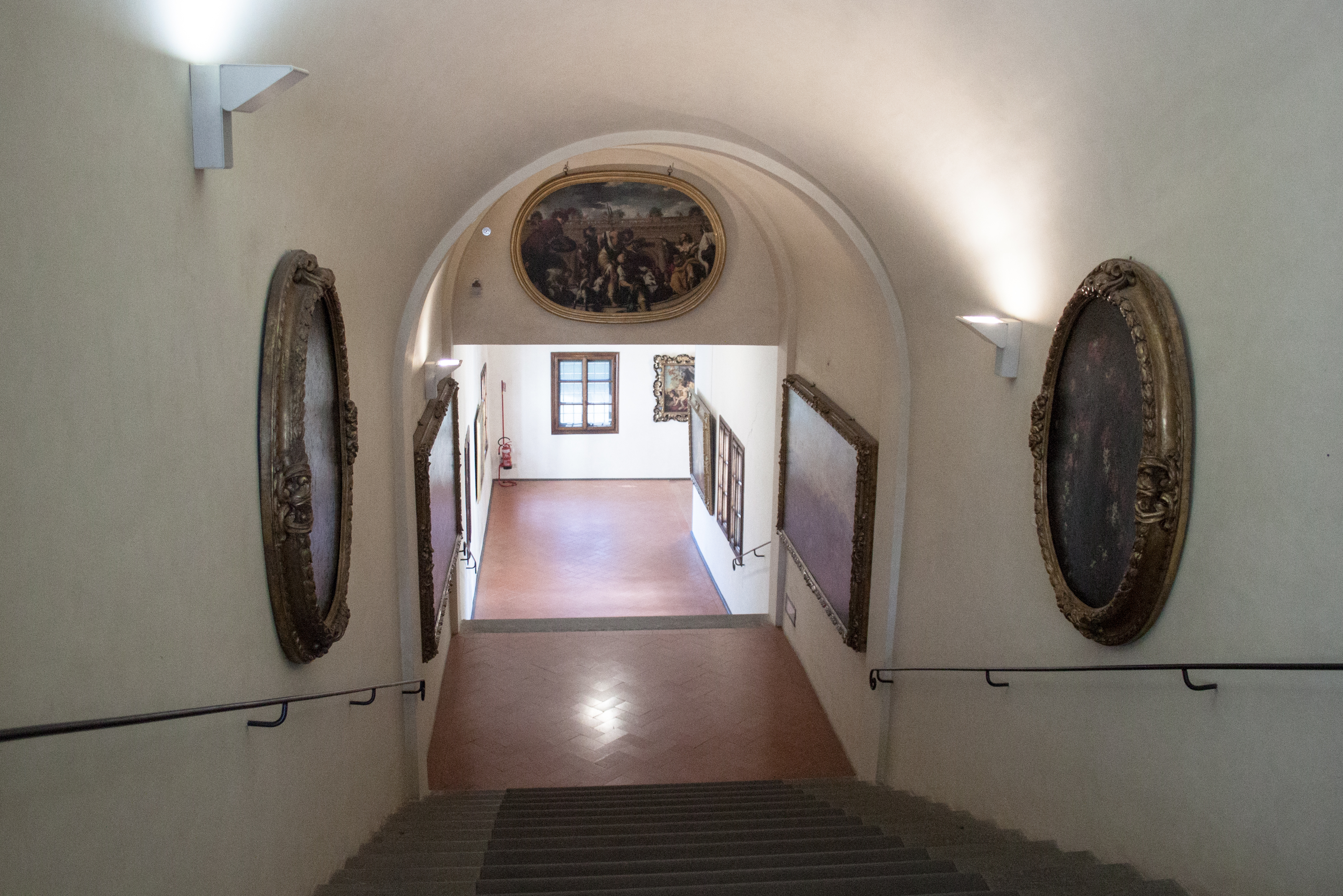
La scalinata degli Uffizi (nell'allestimento anteriore alla riapertura del 2025)

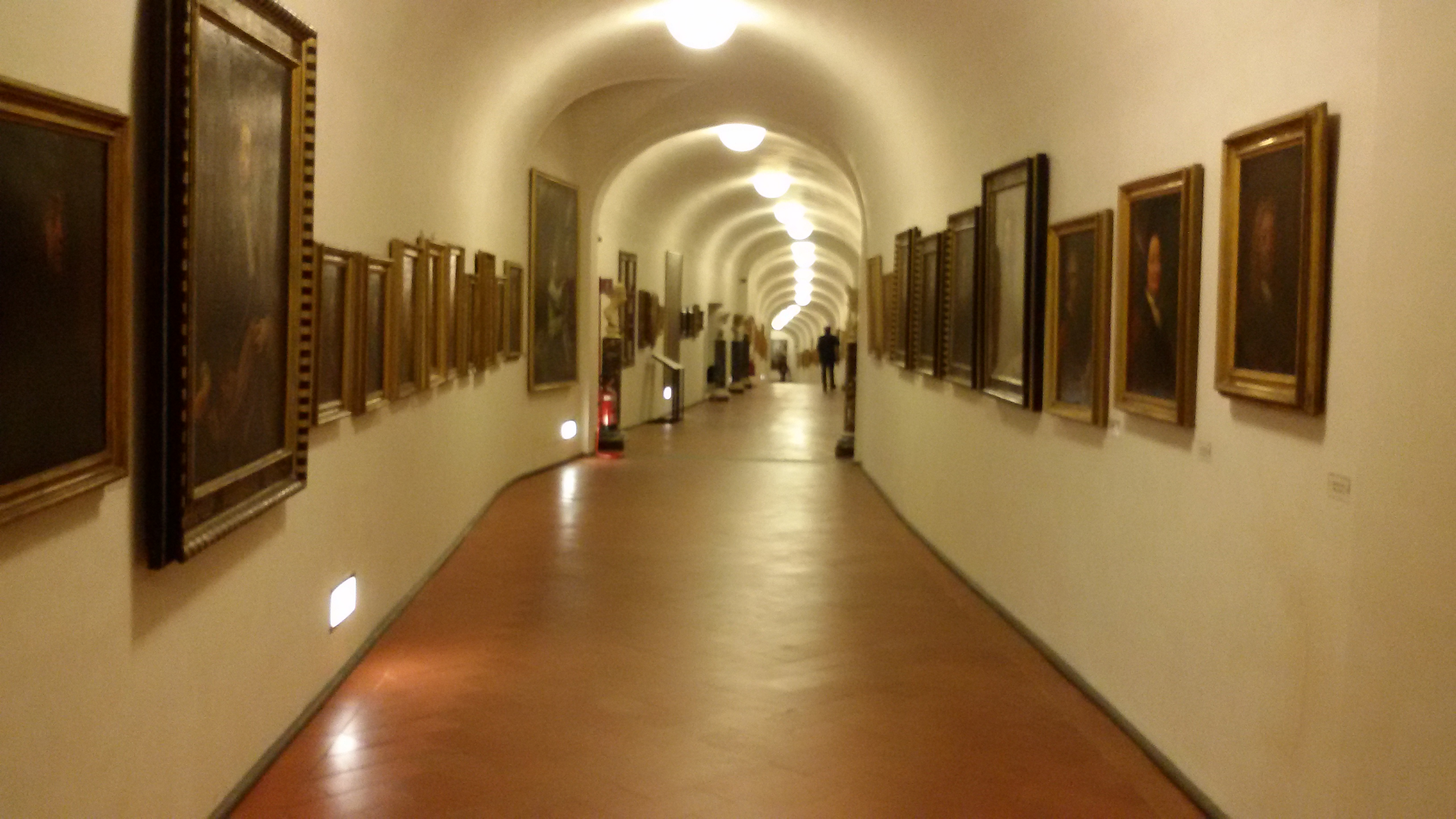
Interno dei corridoio (nell'allestimento anteriore alla riapertura del 2025)

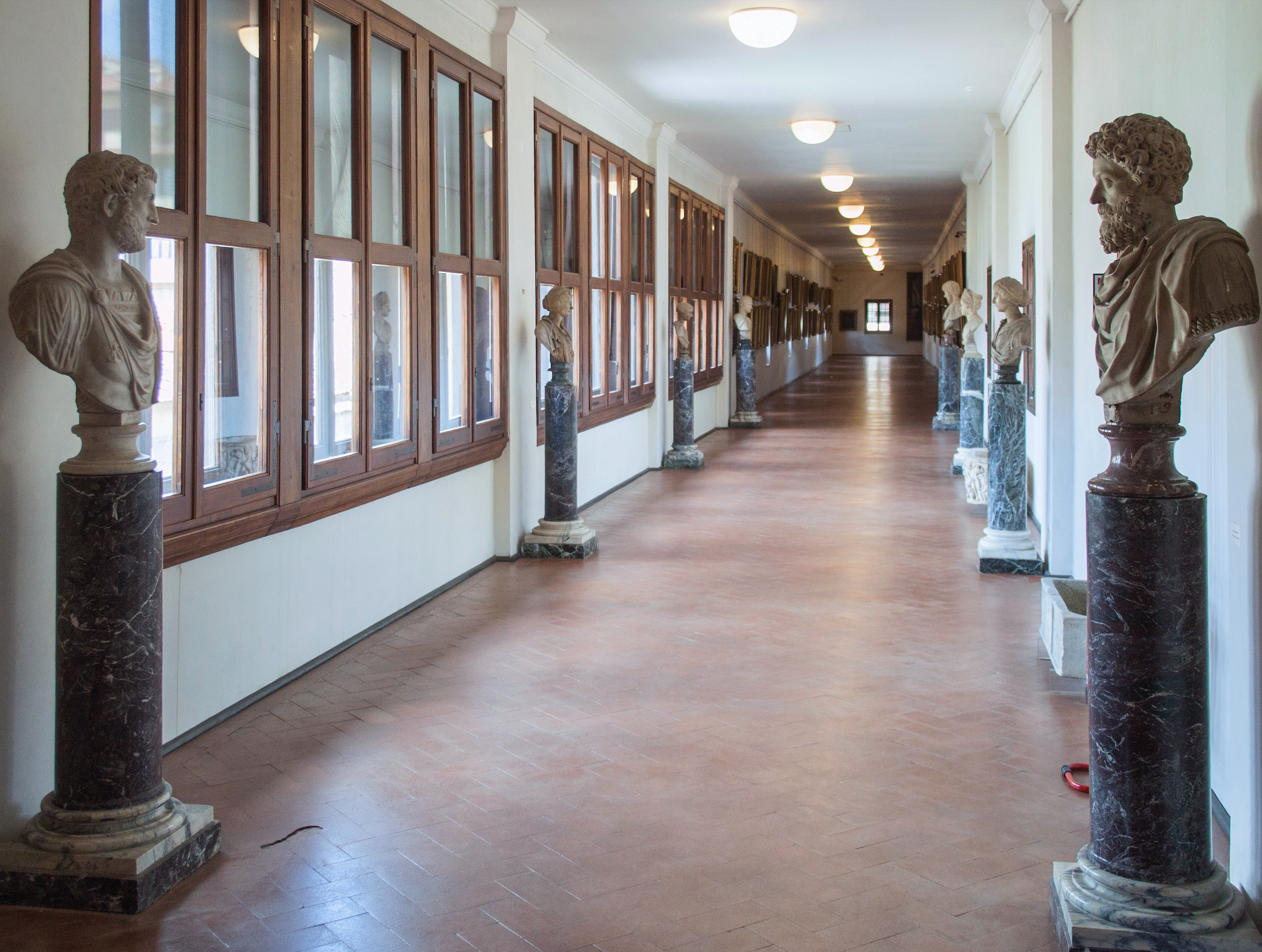
Interno del corridoio sul Ponte Vecchio (nell'allestimento anteriore alla riapertura del 2025)